# Société Tapis France Orient
La Société Tapis France Orient est une entreprise française fondée en 1923 à Marseille. Elle est le fruit de la conjonction de l'arrivée de réfugiés arméniens à Marseille et du manque de main-d’œuvre masculine, à la suite de la ponction de la Grande guerre. La Société est le résultat de l'initiative d'hommes politiques, de philanthropes et de financiers, soucieux de maintenir, à travers un projet humanitaire, un bon climat économique et social dans la région. Différents investisseurs ont participé à la constitution de la Société Tapis France Orient tels que les industriels René Imbert, Joseph Chapuis et le sénateur André Honnorat. Au fil des ans, sous la direction de Zareh Tchouhadjian, elle sut résolument réorienter ses productions traditionnelles vers le style du moment, l'Art déco, dont elle devint, même modeste, un des acteurs.

## Contexte

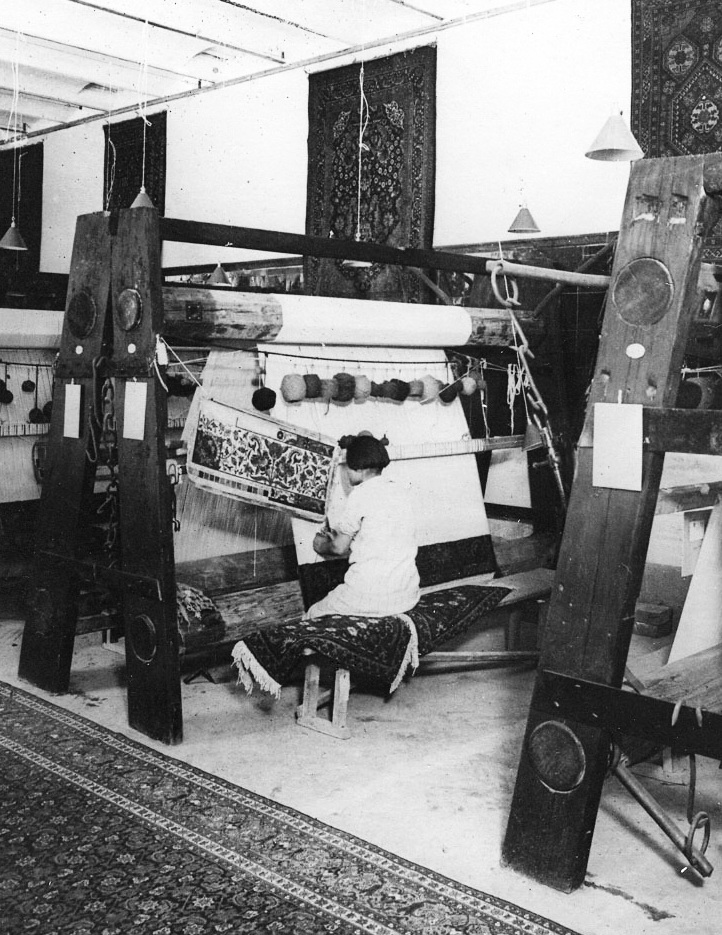
Atelier de TFO Cannes-la-Bocca (06) Métier de nouage de tapis. Vers 1930.

L'établissement des Arméniens à Marseille date du XVIe siècle, à la suite du traité dit des Capitulations signé entre le sultan Sélim II (1566-1574) et Charles IX de France (1560-1574). Les commerçants arméniens vinrent s'installer en France, leur commerce portant alors essentiellement sur l'importation de soieries. Elle se développa ensuite, au gré des tracasseries ou de la bienveillance des autorités,,,. Une première grande diaspora s'installe en France à la suite des massacres de 1895-1897 et du Génocide des Arméniens de 1915, en particulier à Marseille. Elle est suivie d'autres, en fonction des événements, jusqu'au traité de Lausanne en 1923, qui en définissant les frontières de la Turquie, excluait les populations chrétiennes, et en particulier arméniennes, de son territoire. Par la signature en octobre 1921 d'un accord franco-turc, la France avait déjà cédé la Cilicie à la Turquie, sans garantir la protection des Arméniens présents ; tandis que les puissances occidentales (France, Angleterre, etc.) mettaient fin à leur soutien à la République arménienne.
La population qui nous intéresse est issue principalement de ces derniers événements ; bien souvent sauvée grâce à la Marine française présente sur les lieux (ex. : épisode du Musa Dagh,,). Les réfugiés arméniens arrivaient ainsi, par dizaine de milliers, dans le port de Marseille entre 1923 et 1928, avec une adresse inscrite sur leur passeport, et avec une obligation d'embauche : les hommes étaient orientés vers des manufactures de savonneries, les docks, les raffineries ou l'agriculture. Les emplois proposés aux femmes étaient surtout dans l'industrie textile utilisant leur savoir-faire ancestral, en particulier le nouage des tapis, comme auprès de la Société Tapis France Orient, ou d'unités familiales plus petites, qui correspondaient parfaitement à cette activité. Elle est créée ainsi à côté des initiatives familiales, et participe depuis à la mémoire communautaire arménienne.

## Localisation
Le siège social de Tapis France Orient se situait rue Diedé à Marseille (VIe arrondissement).
Deux de ses ateliers se trouvaient à Marseille, il y en a eu d'abord à Saint-Jérôme (aujourd'hui XIIIe arrondissement), acquis le 17 novembre 1923 et le second à la Capelette (quartier de Marseille, aujourd'hui dans le Xe arrondissement). Un troisième fut construit par la suite à la cité minière de Gardanne, à 25 km de Marseille, puis à Uzès.
Enfin, vers 1929, l'essor de Cannes, et de ses palaces, entraîne la création d'un atelier à Cannes La Bocca (91 route de Fréjus, l'ancienne Nationale 7 déclassée aujourd'hui en DN7). La photo nous montre un atelier assez conséquent.
L'atelier de Saint-Jérôme, le plus important, rassemblait sur un terrain de 24 000 m2, tous les métiers et étapes de fabrication des tapis de la conception jusqu'au lavage, l'essorage, le lissage, et nécessitait la présence de 400 à 450 ouvriers

## Acteurs de la société

Portrait de Zareh Tchouhadjian (1931).

Minas Minassian, qui était un commerçant en tapis, procéda le premier, à l'acquisition de la propriété pour y créer l'atelier de Saint-Jérôme, avec les industriels philanthropes René Imbert et Jacques Chapuis et le sénateur André Honnorat. Jusqu'en 1926, il put compter sur la contribution technique de Levon Mesropian.
Né en 1883, Zareh Tchouhadjian, de passage à Marseille avec sa femme et sa fille, fut contacté par les dirigeants en place, qui lui proposèrent, pour succéder à Minas Minassian, la direction technique des ateliers à partir du 1er octobre 1926. Contrat accepté par le Ministère du Travail le 16 novembre. Sa compétence dans l'étude et la préparation des colorants végétaux destinés aux matières premières, principalement la laine servant à la fabrication des tapis d'Orient, devait donner une nouvelle dynamique à la Société. Son passé professionnel plaidait en sa faveur, en effet, après des études écourtées, au Robert College, de Constantinople (Turquie), il avait commencé sa carrière, en 1908, comme directeur artistique et technique de l'Austro-Orientalische Handel Gesellschaft, dont le siège se trouvait à Vienne en Autriche. Il fut ainsi en contact avec Heinrich Jacoby, son directeur qui, en 1911, l'embaucha comme directeur artistique et technique de la nouvelle société en cours de création à Berlin, la PETAG (Persische Teppich Gesellschaft A.G.), pour son usine de Tabriz en Perse.
Arrivé en 1912 sur place, et rapidement opérationnel, dans un pays en révolution, il subit ensuite malheureusement les événements tragiques dans la région, dus à la déclaration de la guerre en août 1914. En effet, bien que la Perse se voulût neutre, Tabriz et sa région furent occupés, tour à tour par les Russes, par les Turcs Ottomans et leurs alliés Kurdes ; le personnel allemand de l'usine avait été obligé de fuir et, en 1915, la direction de l'établissement fut confiée, par le siège de Berlin, à Zareh Tchouhadjian. Il avait assisté impuissant au pillage de l'usine, du matériel et des stocks de tapis, mais où il avait pu quand même protéger des réfugiés arméniens, en particulier lors de la dernière invasion ottomane en 1918,.
Devant l'intensification des dangers, il avait obtenu en 1920, en plein conflit, l'autorisation de rentrer au siège de la PETAG à Berlin où il dirigea un temps un atelier de teinturerie-lavage de tapis. Constatant la situation économique catastrophique (c'est la République de Weimar), il avait décidé d'émigrer à Londres, auprès de sa famille, avec sa jeune femme. Jusqu'en 1925, il avait exercé son métier auprès de la société anglaise « Cardinal & Harford », qui avait pris la commercialisation des tapis de la PETAG. Une fille leur était née, mais le soleil méditerranéen leur manquait, et ils avaient décidé d'émigrer une nouvelle fois, mais en Grèce cette fois. On connaît la suite.
Quelques années plus tard, au sortir de la crise de 1929, le 18 mai 1932, les investisseurs Robert Imbert, Joseph Chapuis et le sénateur Honnorat décidèrent d'un commun accord de céder la société à Zareh Tchouhadjian, qui prit dès lors le nom de Tapis France-Orient, Atelier Zaret.

## Chronologie de la société

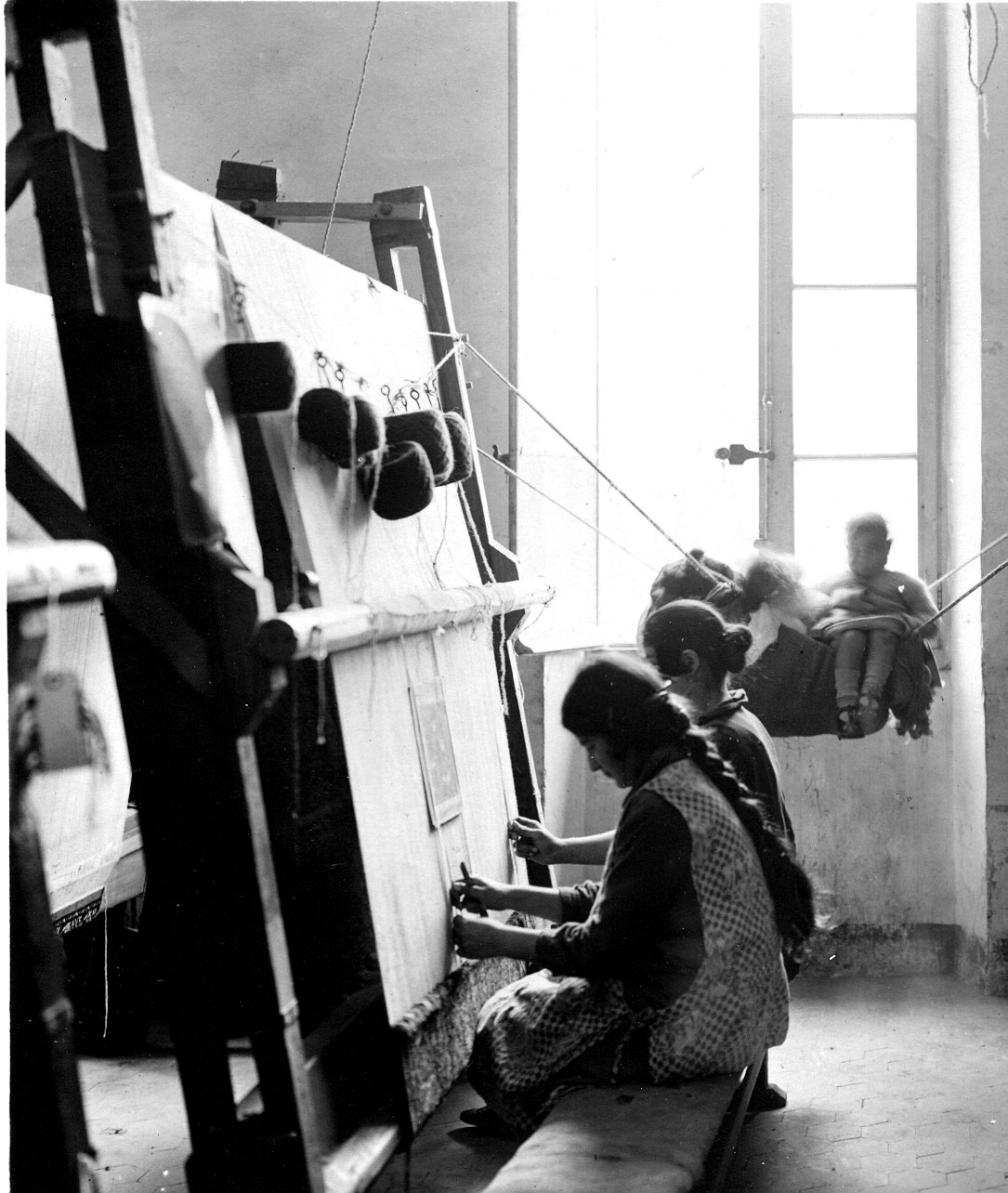
Femmes au métier (à chaîne continue) vers 1930 dans un atelier de la société TFO.

En 1923, création de la société Tapis France Orient à Marseille.
En 1924, déclaration d'établissement d'une fabrique de tapis d'Orient « France-Orient » à Marseille, quartier Saint-Jérôme.
En 1926, la direction technique et le développement de l'activité des ateliers est confiée à Zareh Tchouhadjian.
En 1927, première visite d'Imbert et Tchouhadjian au Maroc pour un projet local de création.
En 1929, la crise frappe de plein fouet cette industrie et les incidences sont importantes sur les comptes de la Société.
En 1930, Zareh Tchouhadjian entre au capital de la société dont le capital est réduit des trois quarts.
En 1932, Zareh Tchouhadjian devient propriétaire de la Société, qui se nomme dès lors :« Tapis France Orient, Atelier Zaret ».
En 1936, création d'un atelier « Zaret » à La Garenne-Colombes pour la création des modèles, des couleurs sur commande, etc..
En 1940, la guerre porte un coup d'arrêt à l'activité de décoration en général ; les deux établissements sont isolés de chaque côté de la ligne de démarcation, ce qui nécessitera un « Papierschein - Laissez-passer », des autorités françaises et allemandes, pour les voyages aller-retour de Zareh Tchouhadjian à Marseille. L'usine fut occupée par des troupes polonaises en retraite.
En 1942, association avec un industriel de Reims, Raoul Victor Iwan Voos, pour la création d'une nouvelle entité.
En 1946, après la guerre, reprise du projet Maroc par Zareh Tchouhadjian.
En 1946, dissolution et liquidation de Tapis France Orient, au profit de monsieur Raoul, Victor, Iwan Voos, qui se porte acquéreur de tout le matériel.

## Moyens et production

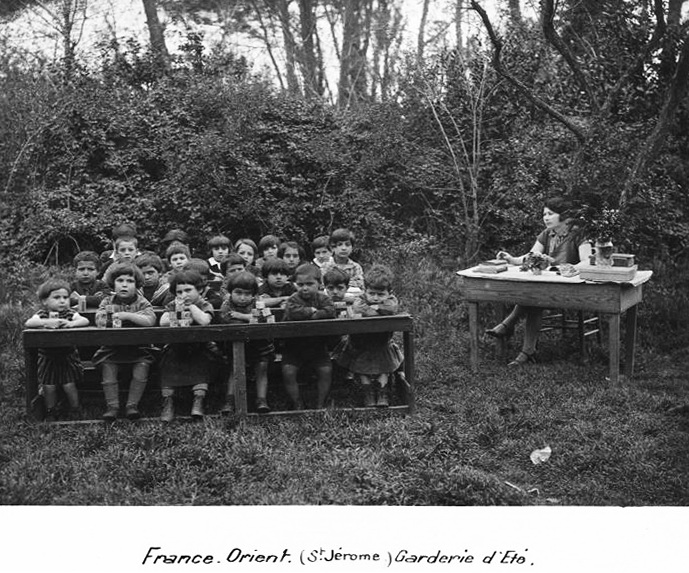
TFO Garderie d'été vers 1930.

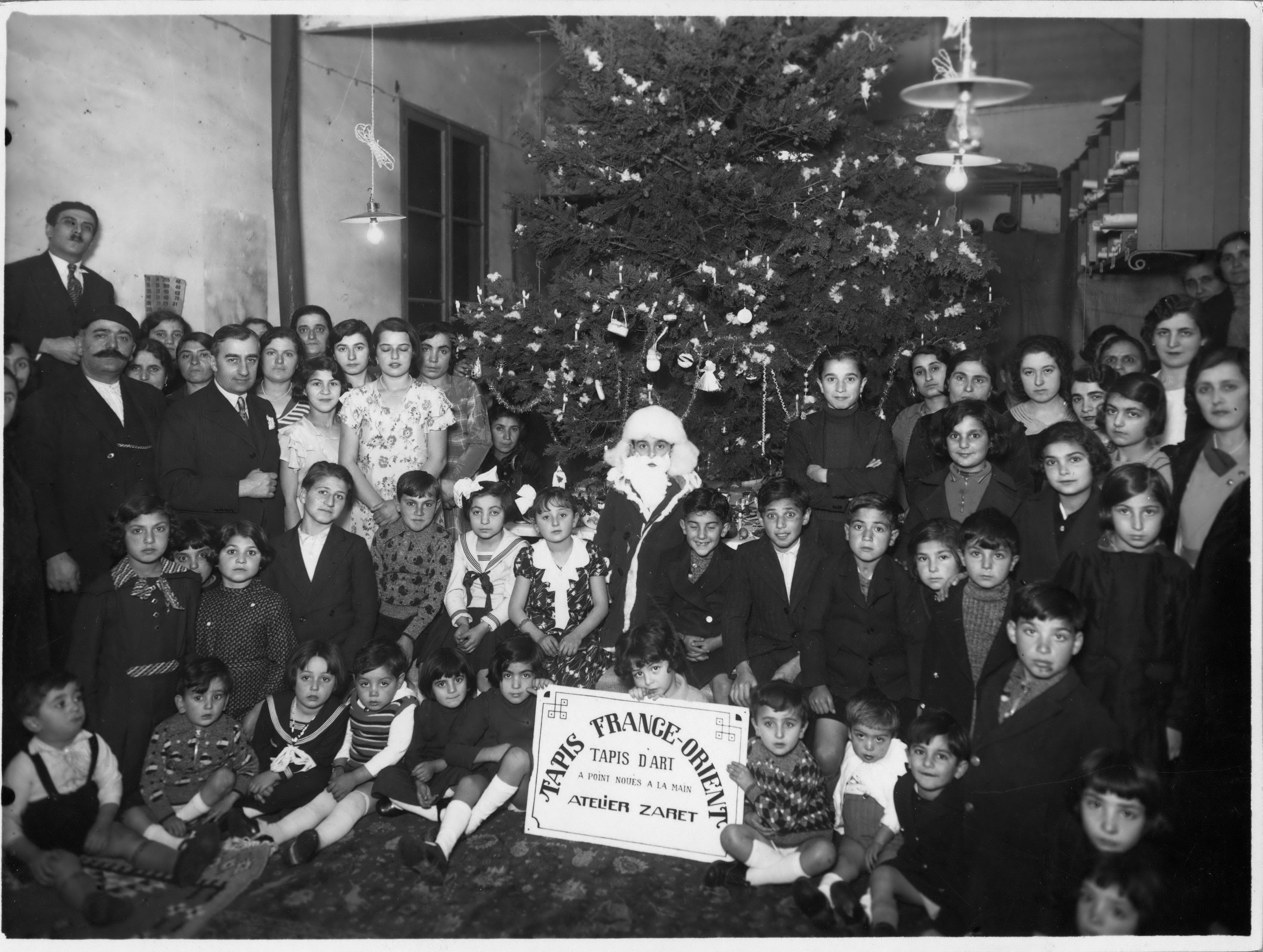
TFO Fête de Noël de 1934.

Dans ses différents établissements de Marseille, du Cannet et d'Uzès (Gard), en 1929, Tapis France Orient comptait près de 1 000 ouvrières, arméniennes en majorité. À Marseille, cette société possède 75 métiers à Saint-Jérôme, 36 métiers à l’Orphelinat, 35 métiers avenue de la Capelette, sous la direction de madame Papazian, 50 métiers à Uzès, directeur Yenook Armen, 25 métiers à Gardanne. À Marseille. les ouvrières gagnent une dizaine de francs par jour, maximum 15 francs.
Une dizaine de familles avaient choisi d'installer des métiers, faits généralement en peuplier, à leur domicile. Leur savoir-faire ancestral dans la fabrication de tapis noués main, avec le nœud symétrique, leur permit d'adapter une production artisanale à une activité industrielle, pour répondre à la forte demande.
En plus de ses activités courantes, l'Atelier Zaret, installé à La Garenne-Colombes en 1936 fut spécialisé dans la prise en charge de la réparation des tapis anciens, en respectant bien leurs dessins et la teinture des laines aux couleurs délicates d'origine.
Dès le début, l'aspect social n'est pas oublié : une crèche, où les ouvrières pouvaient déposer leurs enfants, ou la présence d'enfants dans les ateliers. « En 1924, des Arméniens créent une fabrique de tapis d'Orient qui utilise le tissage manuel et teint les laines servant au tissage, s'installent dans les quartiers nord de Marseille et logent leurs ouvrières ». L'acte notarié de cession de 1932 confirme la présence de deux « bâtiments à usage d'habitations ouvrières ».

## Fabrication

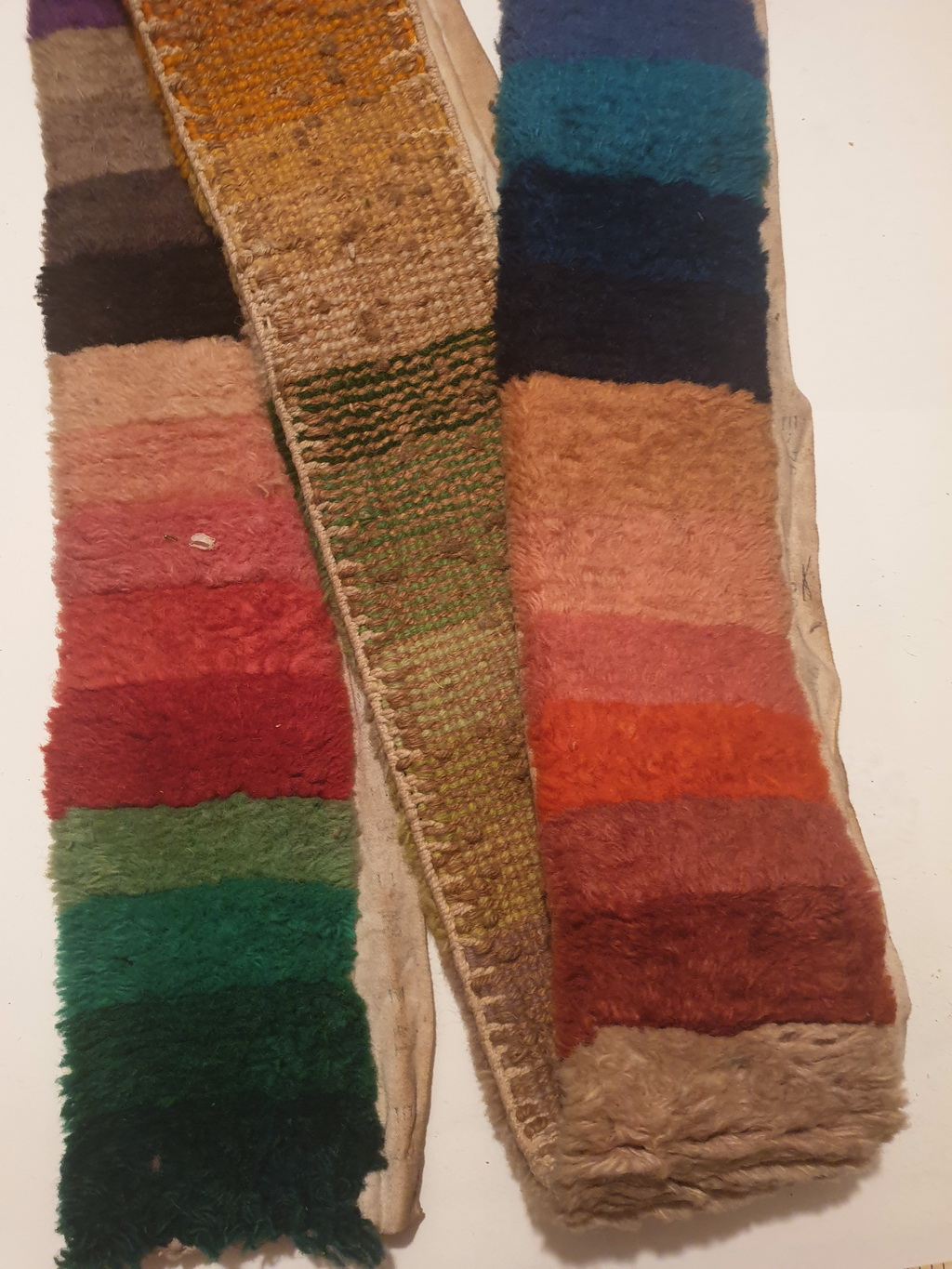
TFO Gamme couleurs.

À Saint-Jérôme, la chaîne de production était complète, de la préparation des dessins, des « cartons » de tapissier, de la teinture chimique ou végétale de la laine, au tissage, à l'arasage (égalisation de la surface), puis au lavage et à l'essorage et pour finir, le lissage pour leur donner une surface presque soyeuse. L'ouvrière disposait d'un « carton » millimétré sur lequel était reproduit le dessin du tapis, nœud par nœud, avec à chaque fois la couleur de la laine à utiliser, qui pouvaient dépasser les quinze teintes, permettant d'avoir des dégradés de couleurs aux tons agréables à l' œil. Sachant qu'elles étaient en plus réparties, suivant les modèles, sur 50 000 à plus de 250 000 nœuds au m². Certains parlent même de 1 000 000. L'ensemble dépendait de la qualité et de la finesse de la laine employée et de la teinture (végétale ou chimique). Les laines prélevées sur des bêtes vivantes ou des bêtes mortes n'ont pas le même rendu ; de même qu'elles varient d'une région à l'autre. Le travail était réalisé sur différents types de métiers, dont, à notre connaissance, nous n’avons pas le détail descriptif exact. La répartition se faisait en fonction des dimensions et de la finesse du nouage. S’agissant de matériel basique, les régions ou les villages avaient chacun leurs propres modèles. Globalement, ils étaient proches des types présentés par Patrice Fontaine, dans son livre : à chaîne courte, à chaîne longue, à chaîne continue, etc. dont nous reproduisons deux modèles dans la Galerie ci-dessous.

## Expositions

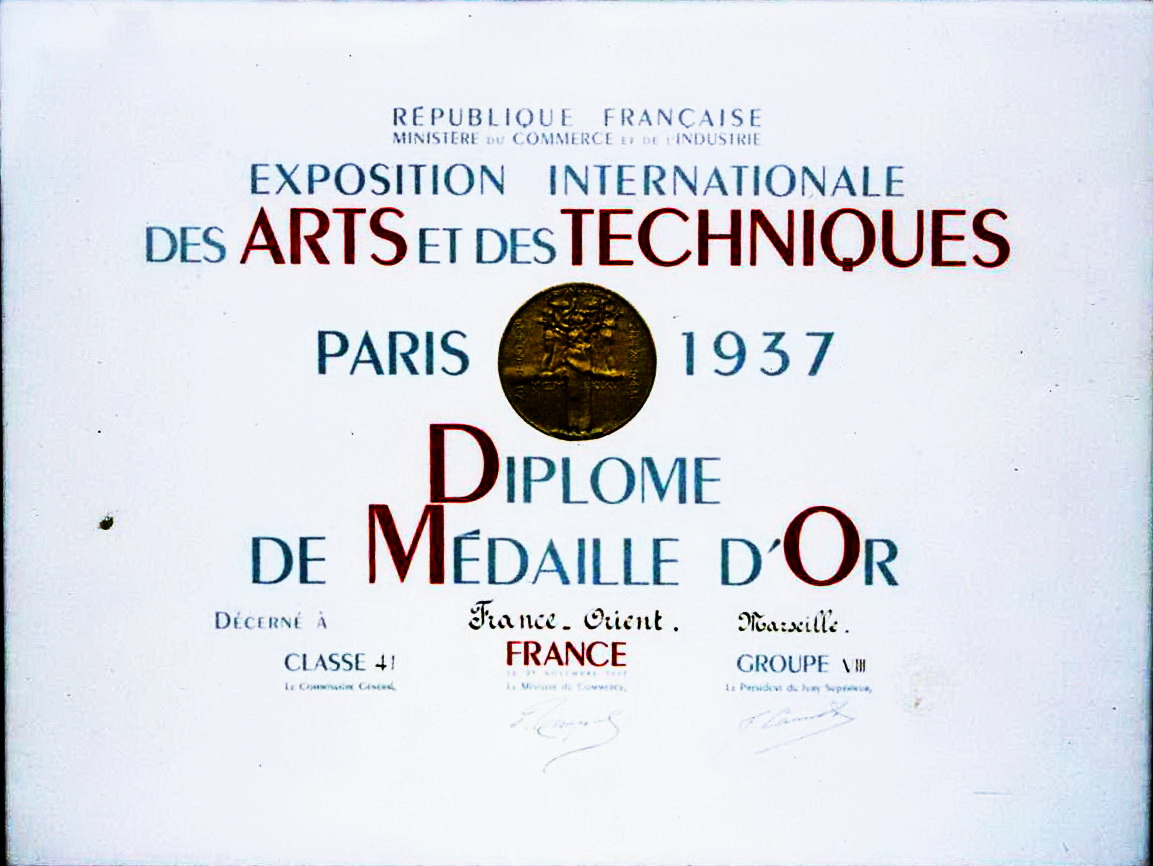
Médaille d'or pour Tapis France Orient. Exposition Internationale des Arts et des Techniques Paris, 1937

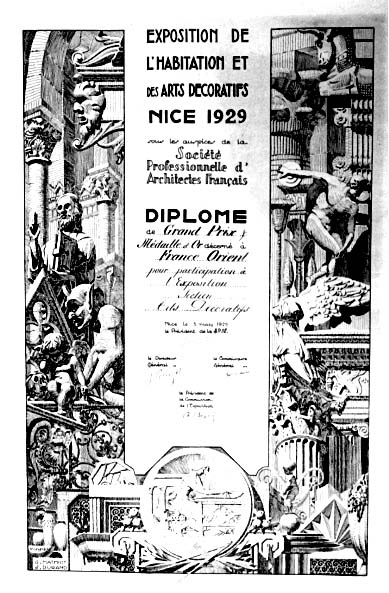
Diplôme de Grand prix de l'exposition de l'Habitation et des arts décoratifs de Nice en 1929 décerné à Tapis France Orient.

La société sous la direction de Zareh Tchouhadjian cherche à promouvoir ses productions à travers divers expositions ou événements :
En 1926, première présentation, avec un stand animé, à la « Quinzaine industrielle et commerciale » de Marseille, qui sera renouvelée l'année suivante, en devenant la « Foire de Marseille ».
Elle est présente lors de l'exposition sur l'Habitation et les Arts décoratifs à Nice en 1929, dans le cadre de la sixième Foire Exposition de Nice, du 13 février au 3 mars, et remporte une médaille d'or,.
Elle est retenue, lors de l'Exposition coloniale internationale en 1931, au Palais de la Porte-Dorée, pour la fabrication d'un tapis, d'après une création de la décoratrice Magdeleine Dayot, destiné au Palais Permanent des Colonies. Il est aujourd'hui conservé au Musée du Quai Branly - Jacques-Chirac.
En 1932, ce sera à Paris, au 22e salon des artistes décorateurs, du 4 mai au 14 juillet.
En 1933, la société présente ses productions à la "galerie Fernand Detaille", photographe de renom, au 77 de la Canebière, en particulier des tapis d'inspiration moderne du paquebot L'Atlantique, entièrement décoré avec des tapis provenant des usines France Orient. L'exposition connaît beaucoup de succès.
En 1937, à l'occasion de l'Exposition Universelle de Paris, intitulée exposition internationale des « Arts et des Techniques appliqués à la Vie moderne », la société Tapis France Orient remporte le diplôme de la médaille d'or de sa catégorie.

## Clientèle et prescripteurs
Depuis quelques années, le marché du tapis est en pleine expansion et la clientèle, occidentale, principalement de luxe, est variée. La société profite de cet engouement et oriente résolument son outil de fabrication vers ce nouveau style « Art déco ». TFO en devient un acteur actif, avec les décorateurs contemporains, même s'il est peu fait mention des tapis. À côté de la clientèle privée, il y a :
- Les architectes d'intérieur, ou décorateurs ; en plein style Art déco, certains incluent les tapis, aux dessins adaptés, dans leurs propositions, comme Jules Leleu, Jacques-Émile Ruhlmann, Paul Follot (responsable de l'atelier de décoration Pomone du Bon Marché[46]), Louis Süe, Pierre-Paul Montagnac[47], etc. Bien que n'ayant que des témoignages oraux, il fut également en relation avec les ateliers de décoration d'autres grands magasins, comme le Primavera du Printemps, le Studium du Louvre ou de la Maîtrise des Galeries Lafayette.
- Les palaces parisiens pour lesquels la société réalise des commandes spéciales, pour les salles de réception, les suites et les chambres : l'hôtel George-V (en totalité), le Grand Hôtel de Paris, l'hôtel Ritz, l'hôtel Ambassadeur[48], l'hôtel Commodore, etc.
- Les compagnies maritimes
Les voies maritimes étant les seuls moyens existants pour la traversée des océans, les compagnies maritimes, leurs flottes détruites durant la guerre 14-18, les renouvellent en proposant des paquebots qui rivalisent de luxe et de vitesse. Ils confient la décoration de leurs suites et de leurs cabines de luxe aux décorateurs de l'Art déco, en vogue. En France, la société réoriente sa production vers ce marché florissant en fournissant des tapis pour les compagnies concernées[49], en particulier :
  - Les Messageries maritimes[50], armateur des paquebots « Georges Philippar » (1930), « Félix Roussel » (1931), l'« Aramis » (1932), « Maréchal-Joffre » (1933), « Président Doumer » (1933) et surtout l'«Atlantique » : concernant ce dernier, le décorateur fait appel, parmi d'autres, aux talents de Dominique (né de l'association d'André Domin et de Marcel Genevrière[51]), Paul Follot, Jules Leleu, Pierre-Paul Montagnac, Jacques-Émile Ruhlmann, Raymond Subes, etc. qui signent les nombreux tapis réalisés ensuite par Tapis France Orient.
  - La Compagnie générale transatlantique, dont le fleuron est le paquebot Normandie[52] : subissant de plein fouet la crise de 1929, sa construction est poursuivie. Il représente, lors de son lancement en 1935, le savoir faire et le luxe français. Véritable ambassadeur flottant, sa décoration, résolument Art Déco, est confiée à des décorateurs qui choisissent, entre autres, Tapis France Orient pour la fabrication de 148 tapis destinés aux suites, aux cabines de luxe et aux salles, commandés directement par la Compagnie générale transatlantique, ou par le canal des différents architectes d'intérieur du moment. La presse locale mit le travail de la société marseillaise à l'honneur[53].

## Galerie
Deux photographes de renom participent, dans les années 1930, à Marseille, aux prises de vue des bâtiments ou des productions de la Société : Marcel Audry (au 4 place de la Bourse) principalement pour les ateliers, et Fernand Detaille pour les tapis, par ailleurs propriétaire d'une Galerie sur la Canebière où il présente des expositions d'art.

### Documents

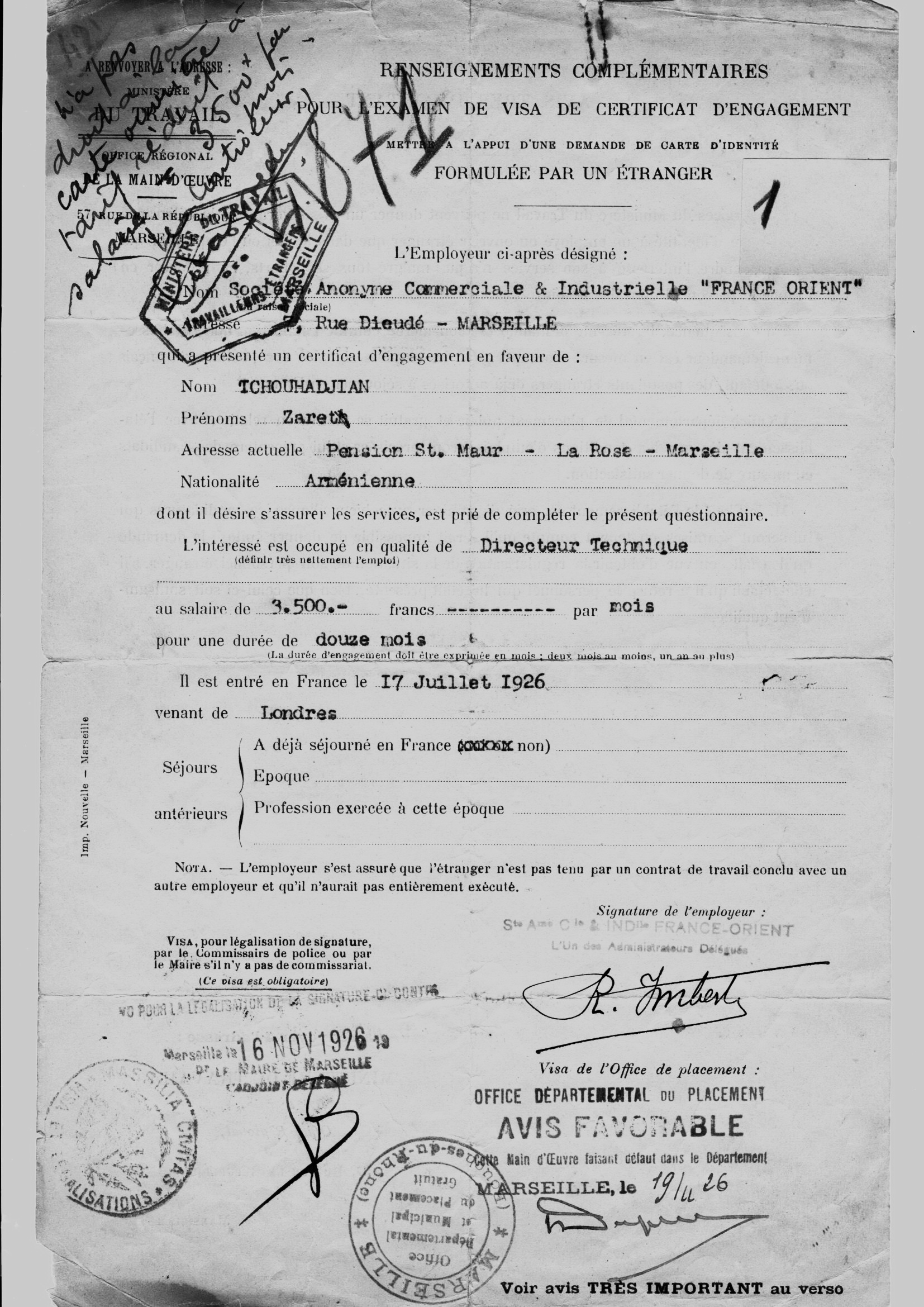
Demande de visa de Zareh Tchouhadjian au Ministère du Travail en 1926.
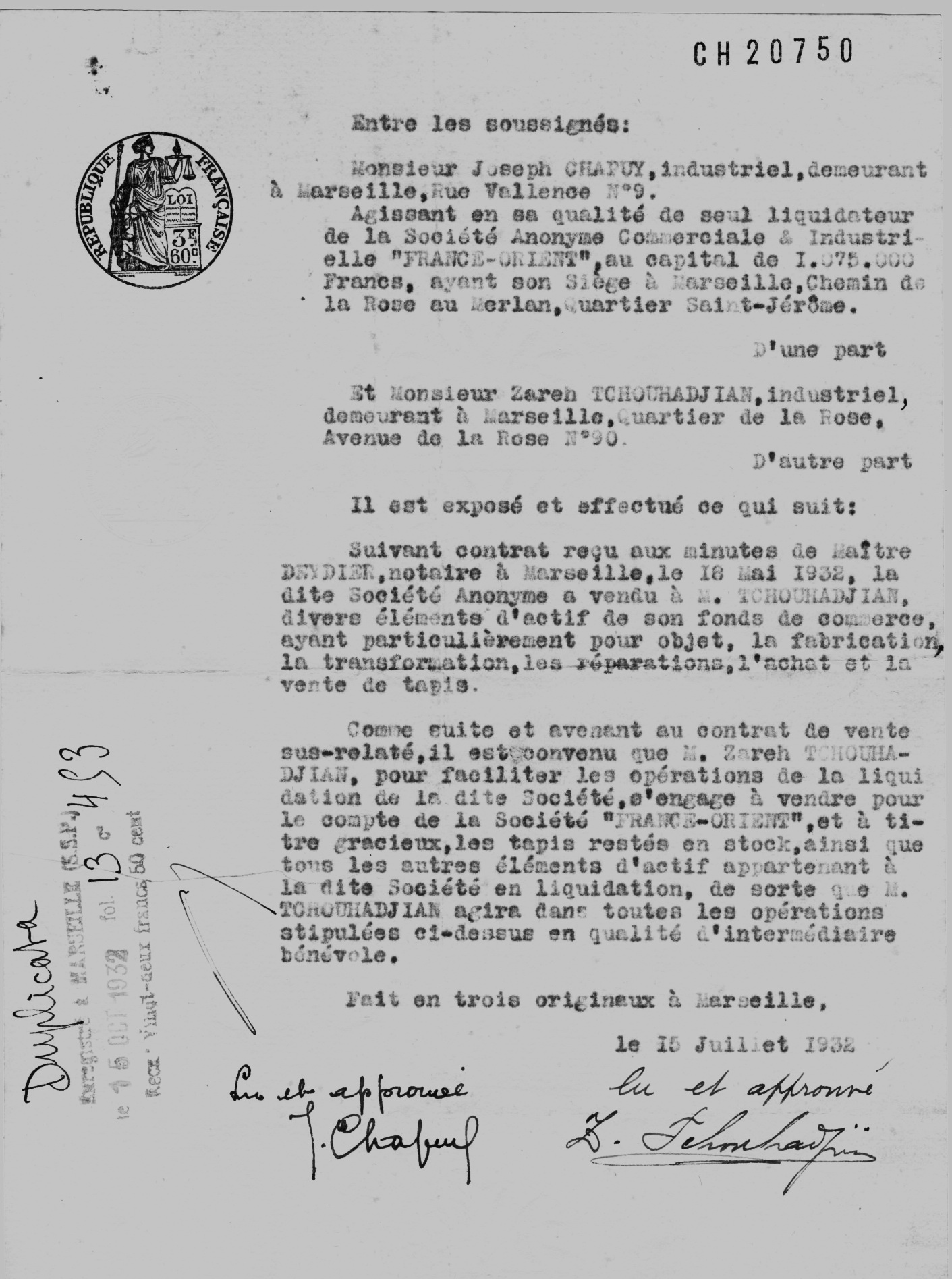
Acte de cession de la Société Tapis France Orient en 1932.
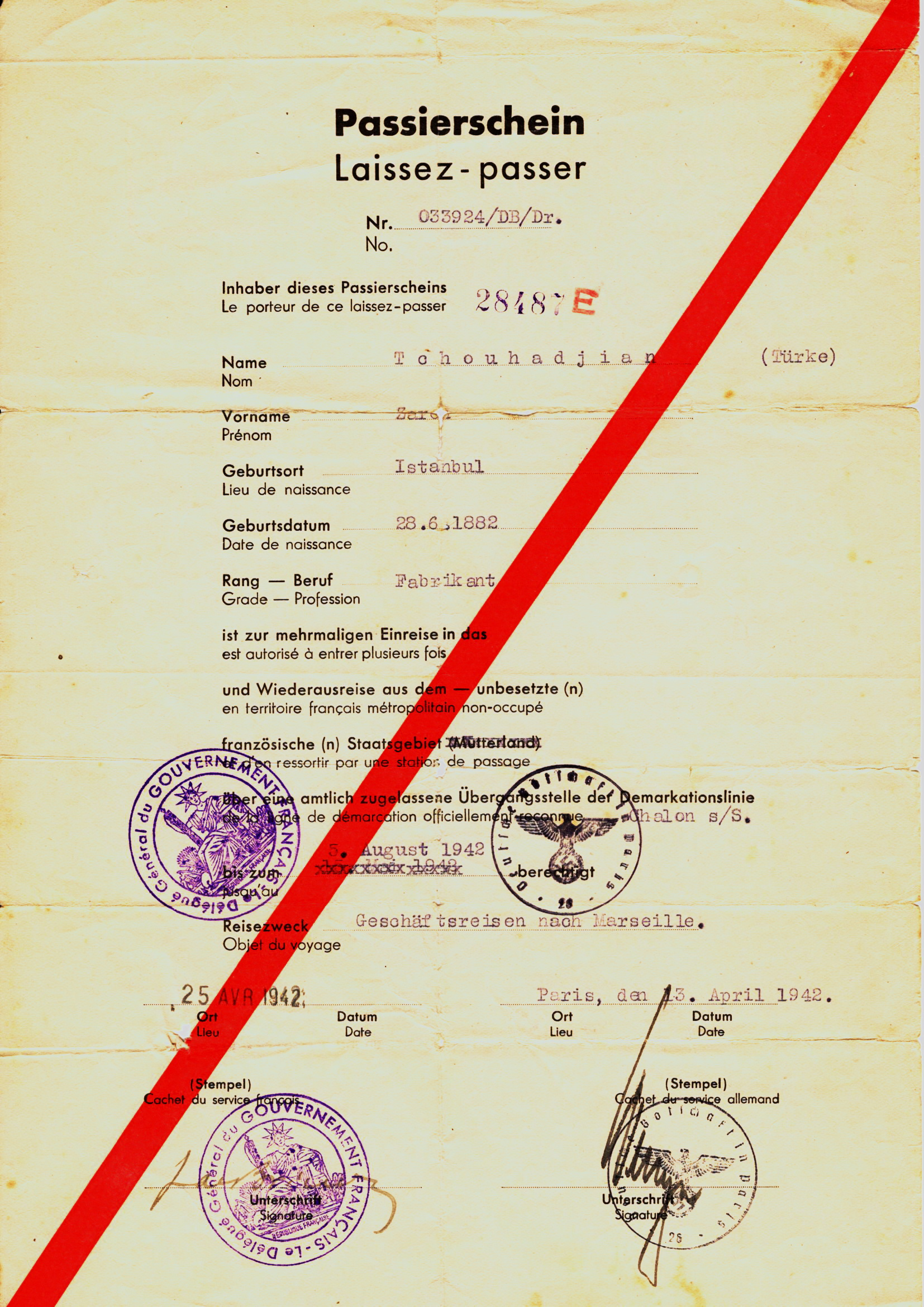
"Laissez-passer" de 1942 Zareh Tchouhadjian.
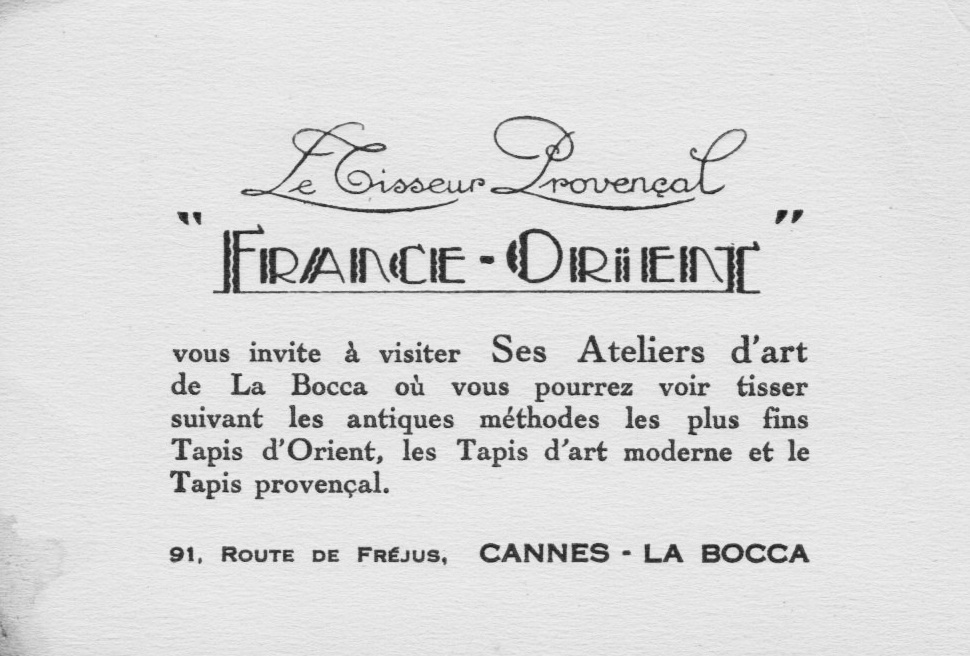
Publicité TFO, Cannes La Bocca.
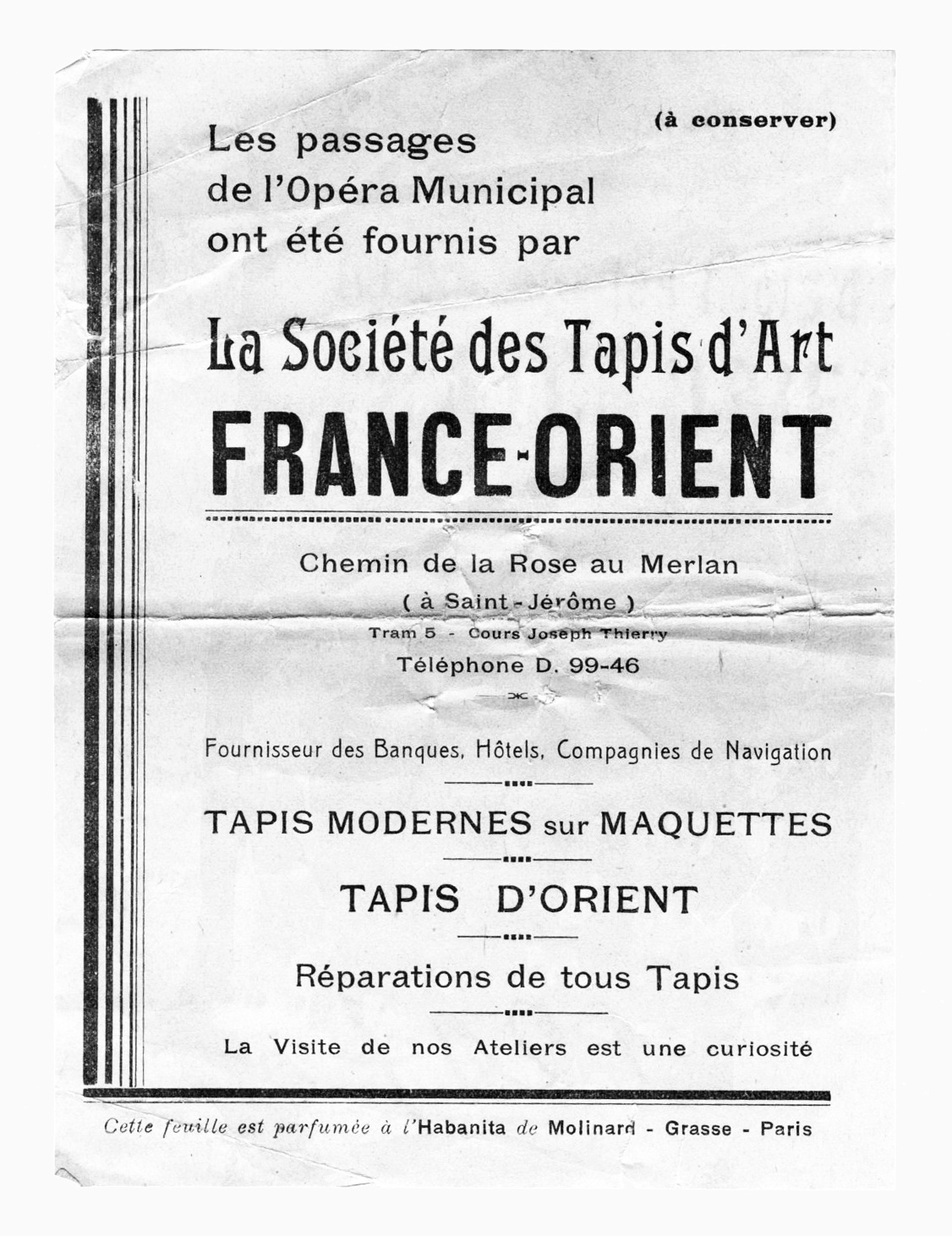
Publicité TFO vers 1932.

### Ateliers

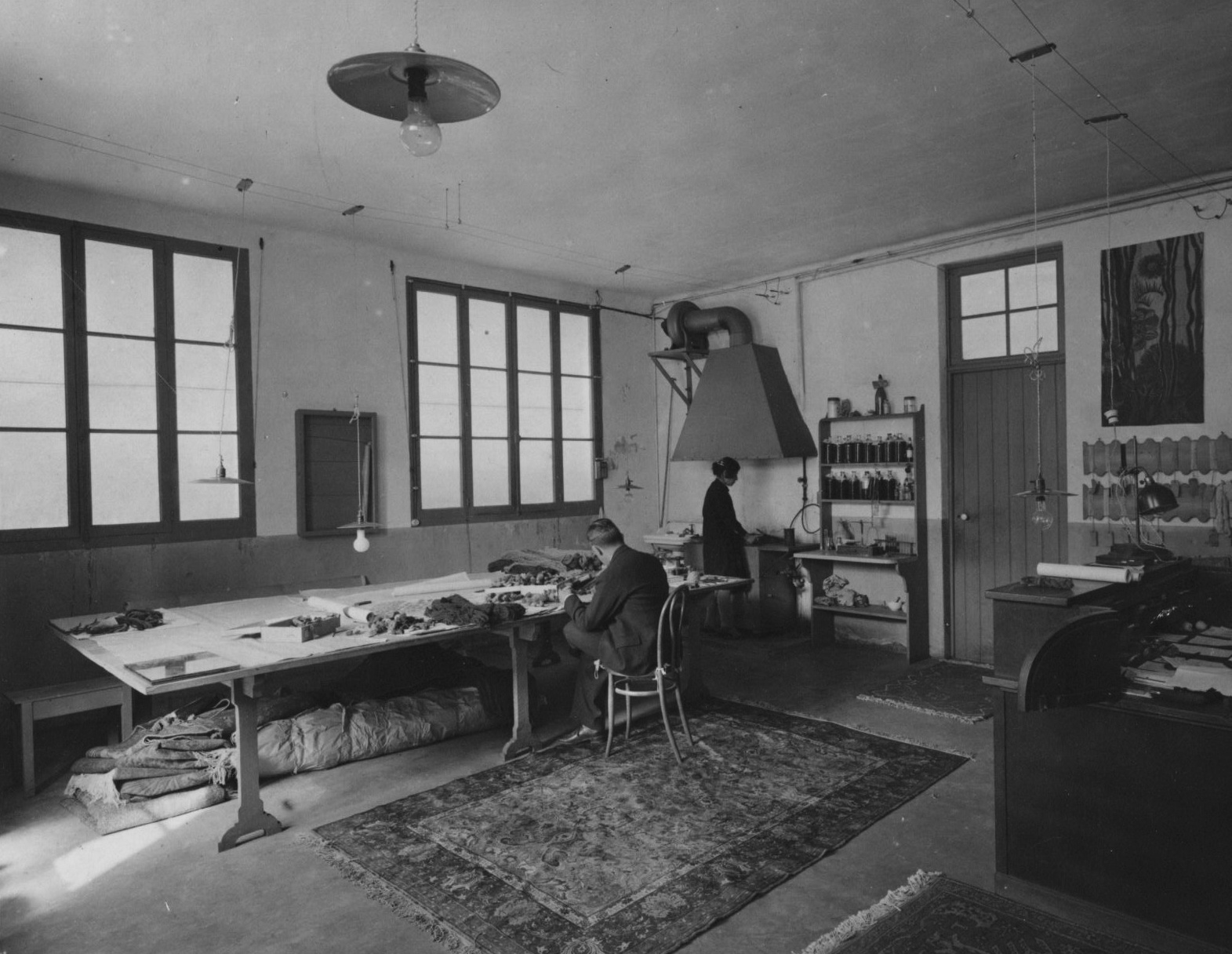
Bureau du directeur à Marseille.
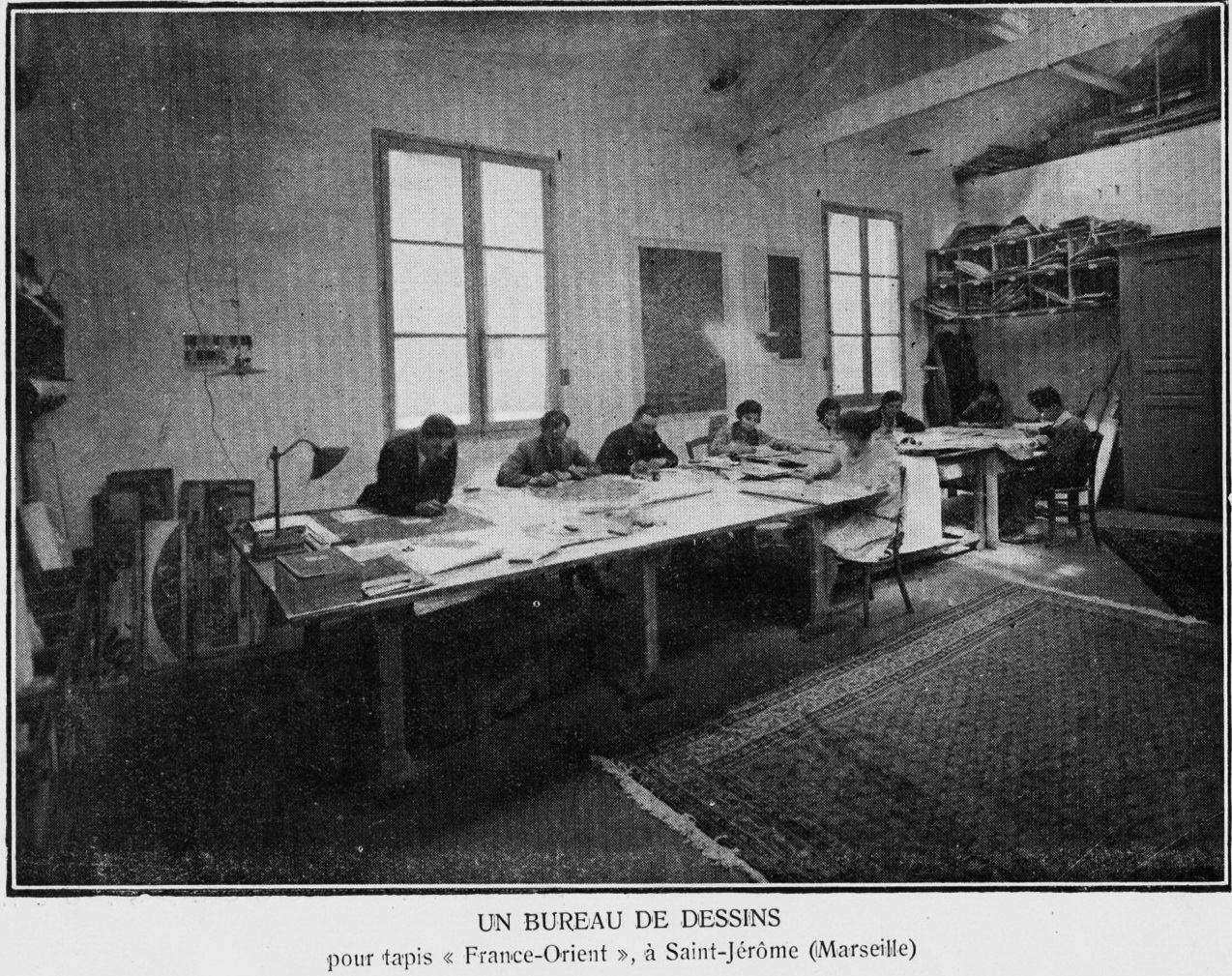
Bureau des dessins à Marseille.
Atelier d'Uzès. TFO 1932.
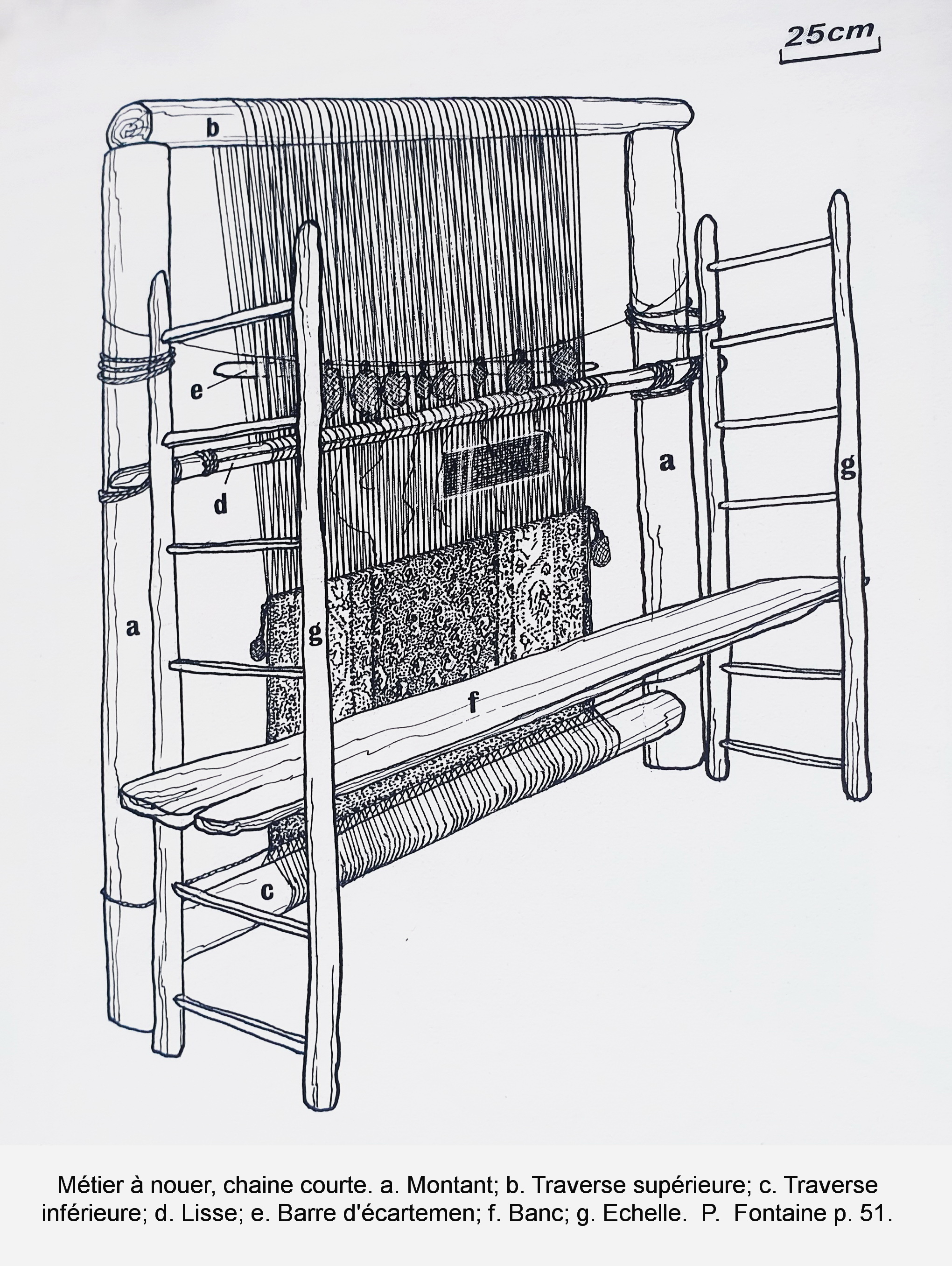
Dessin d'un métier à nouer. Chaîne courte. P. Fontaine, p.51
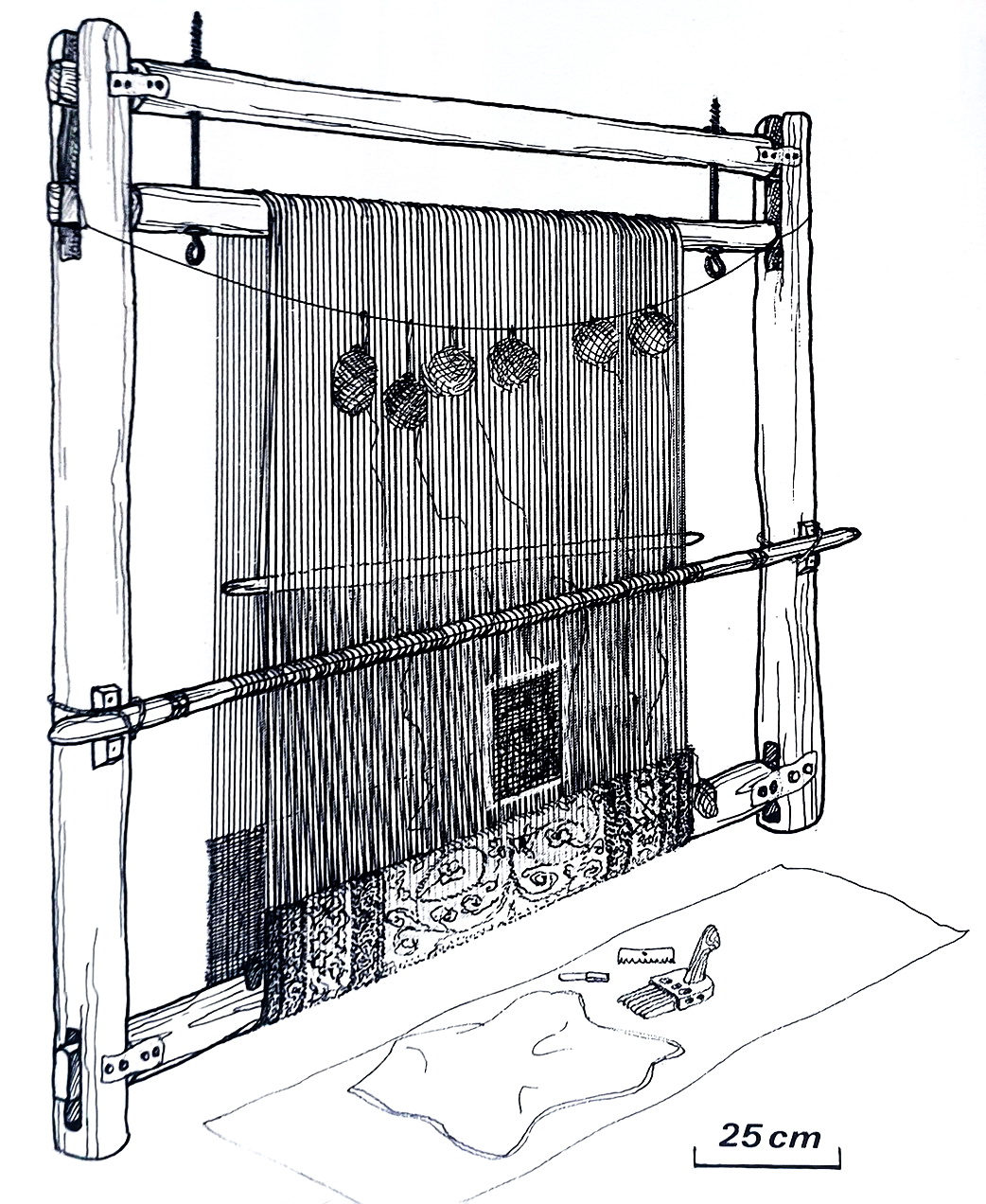
Dessin d'un métier à nouer, chaîne continue. P. Fontaine, p.52
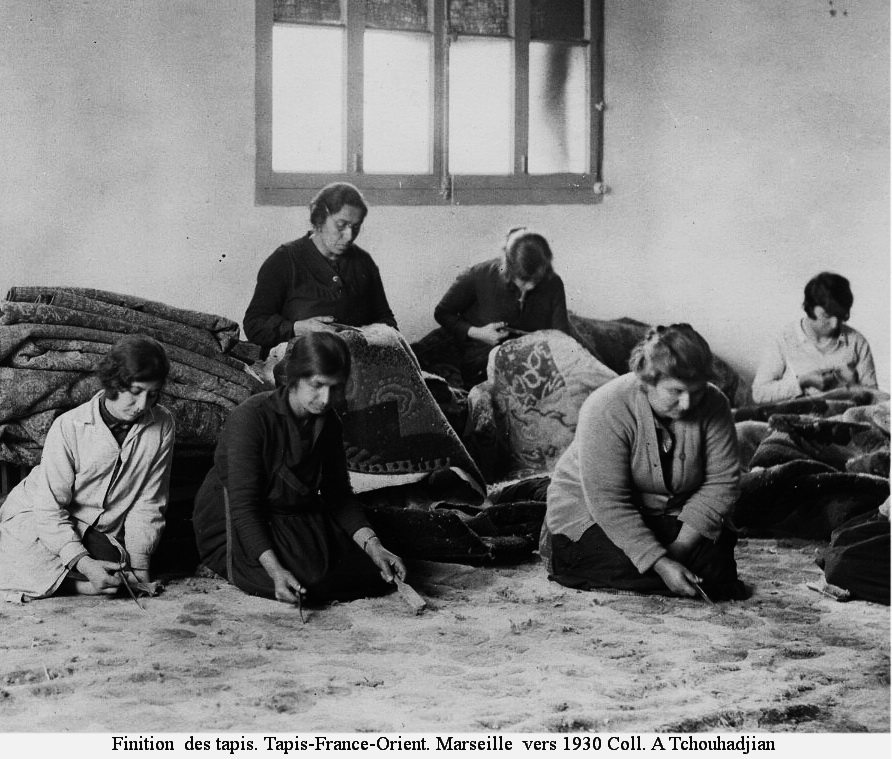
Arasage des tapis. TFO Marseille.
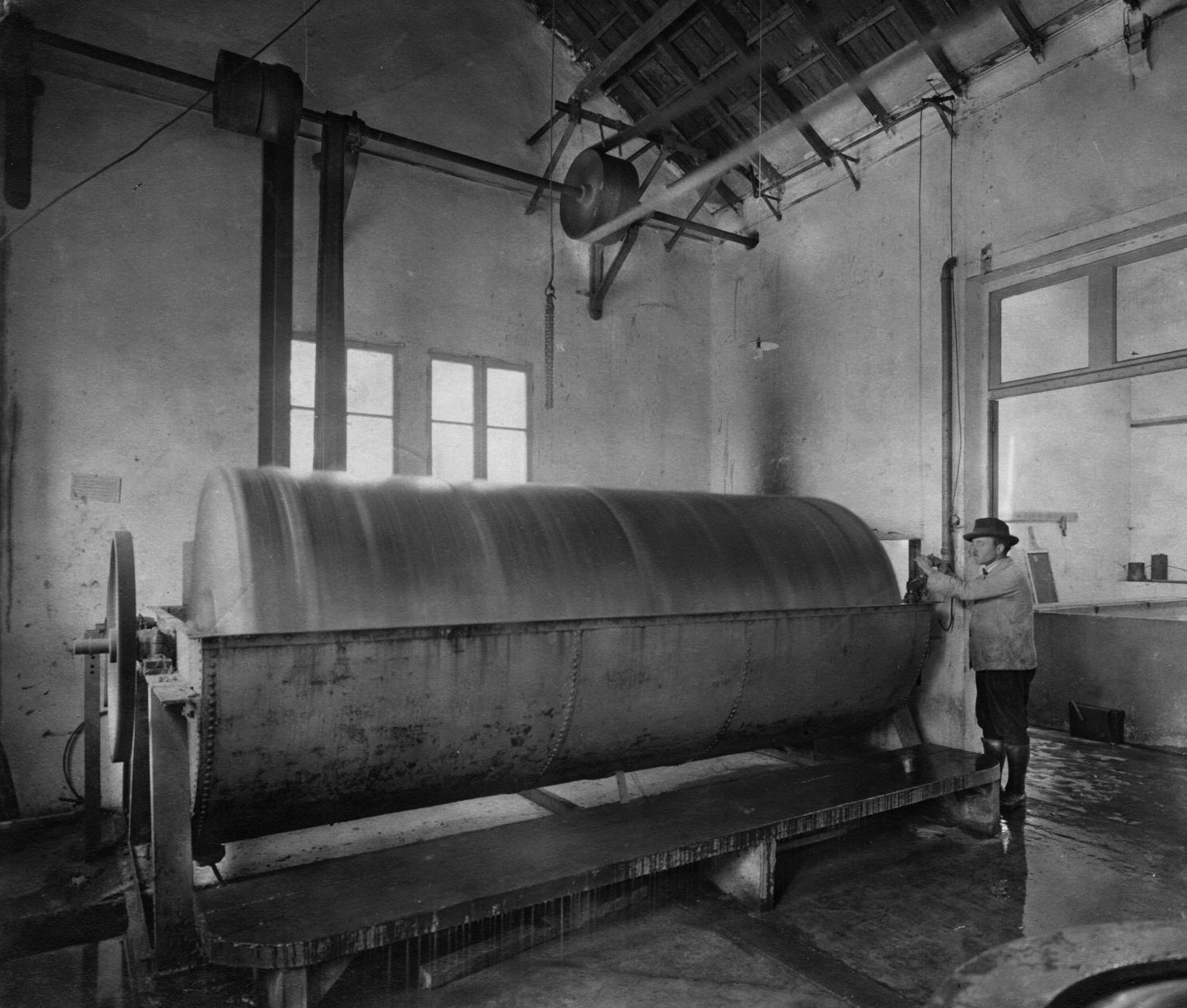
TFO Lavage et essorage des tapis. Atelier Saint-Jérôme, vers 1930.
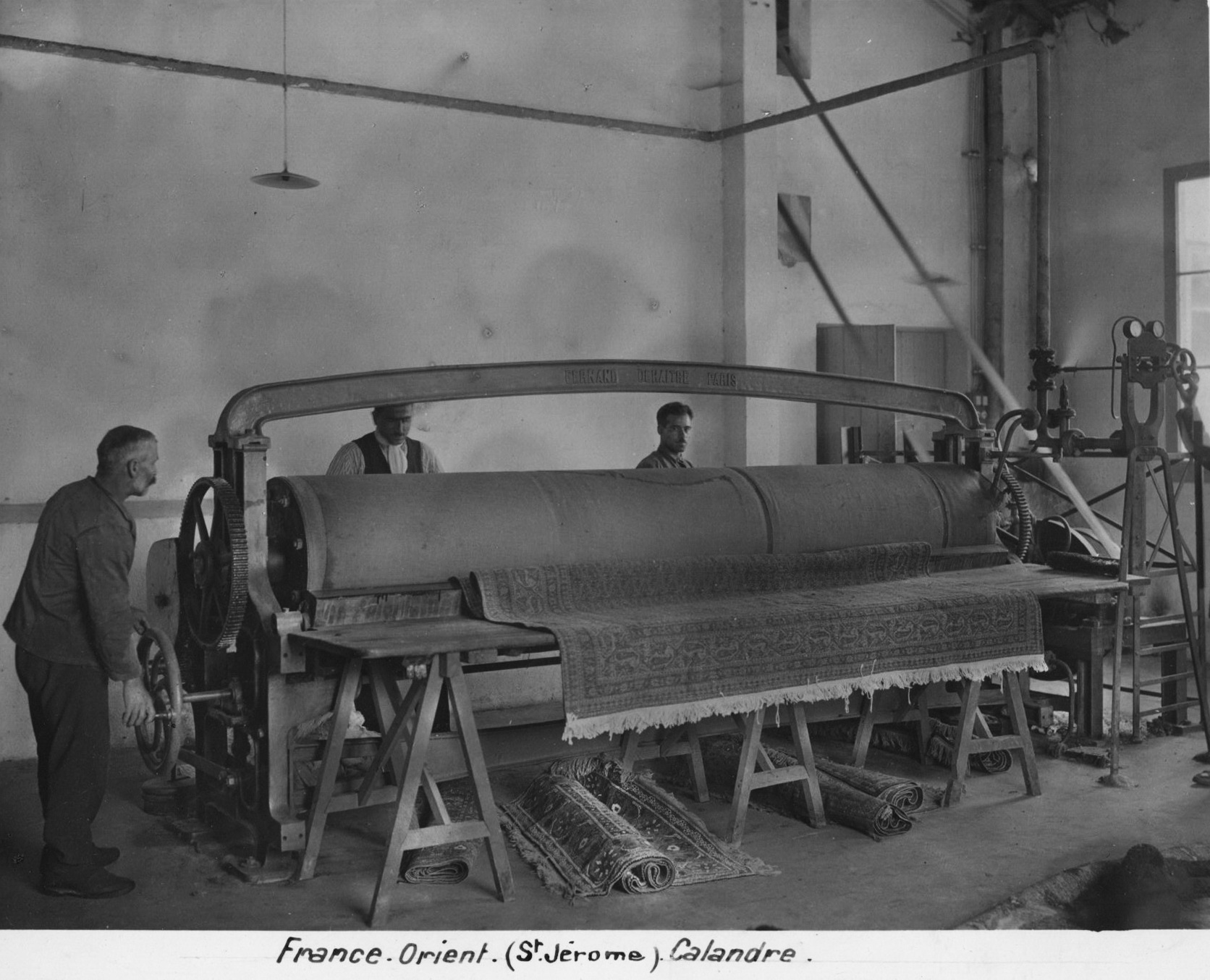
TFO Saint-Jérôme, Calandre.

### Fabrications de Marseille

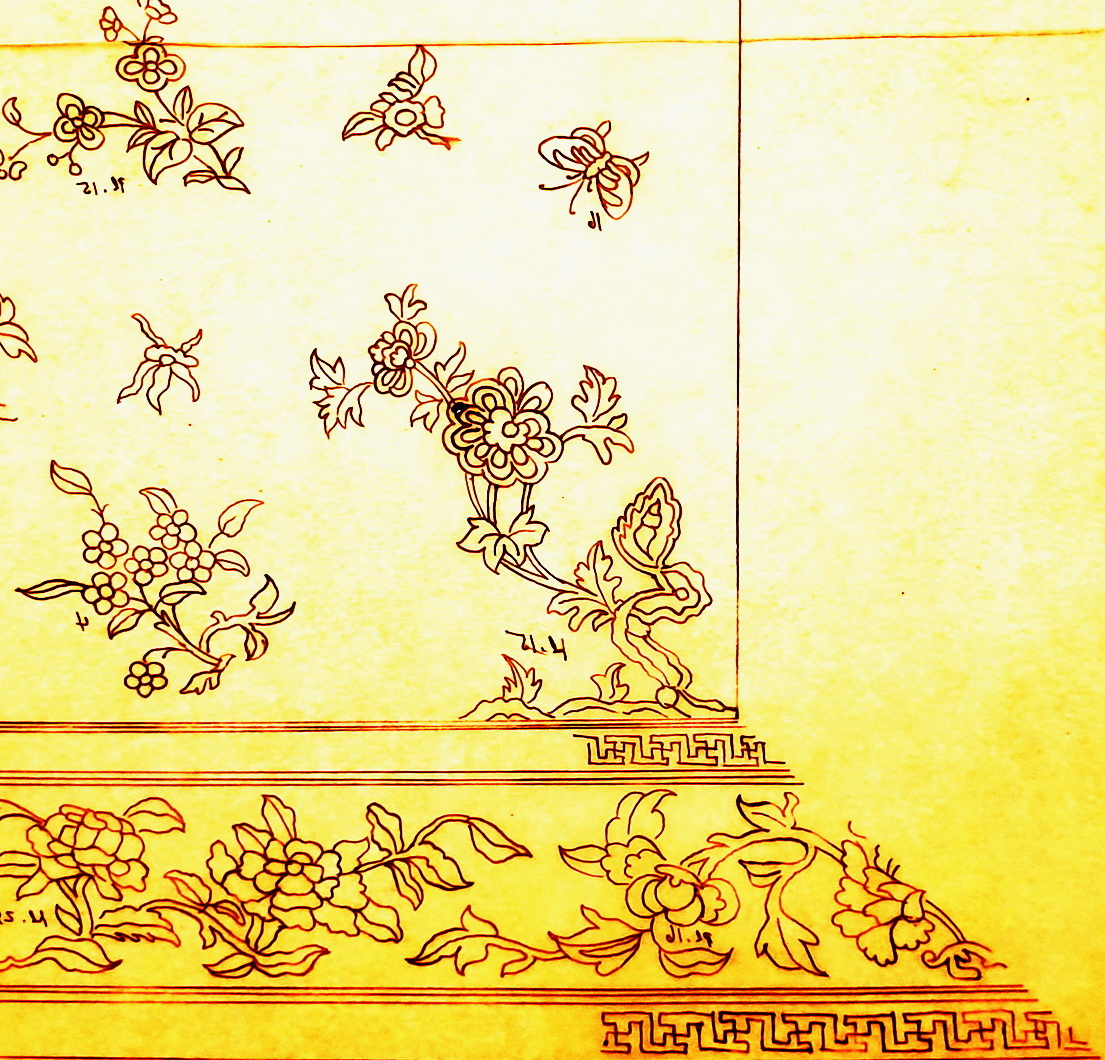
Croquis préparatoire.
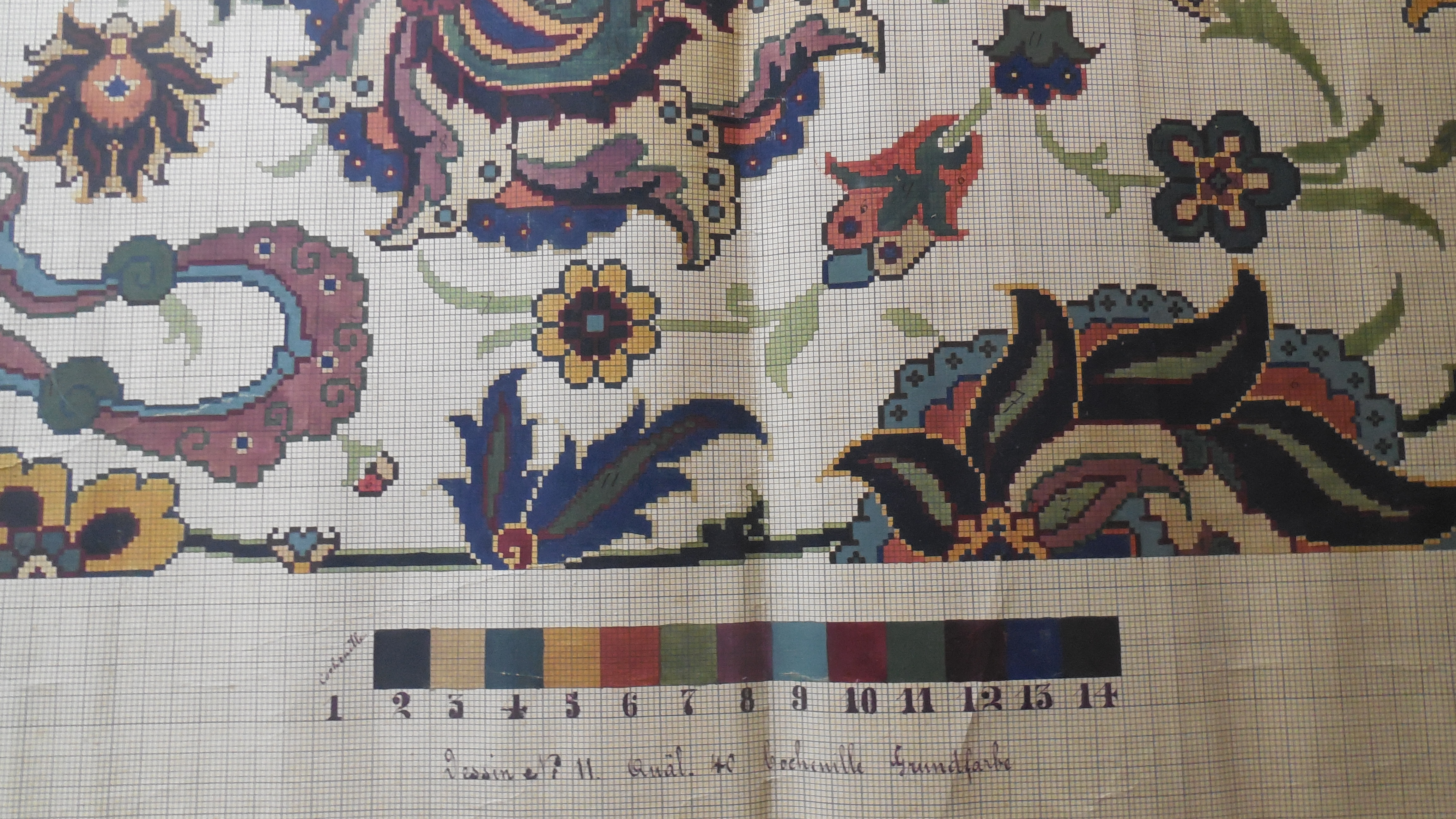
1930, carton de travail. Affectation de la gamme de 14 couleurs sur papier m/m.
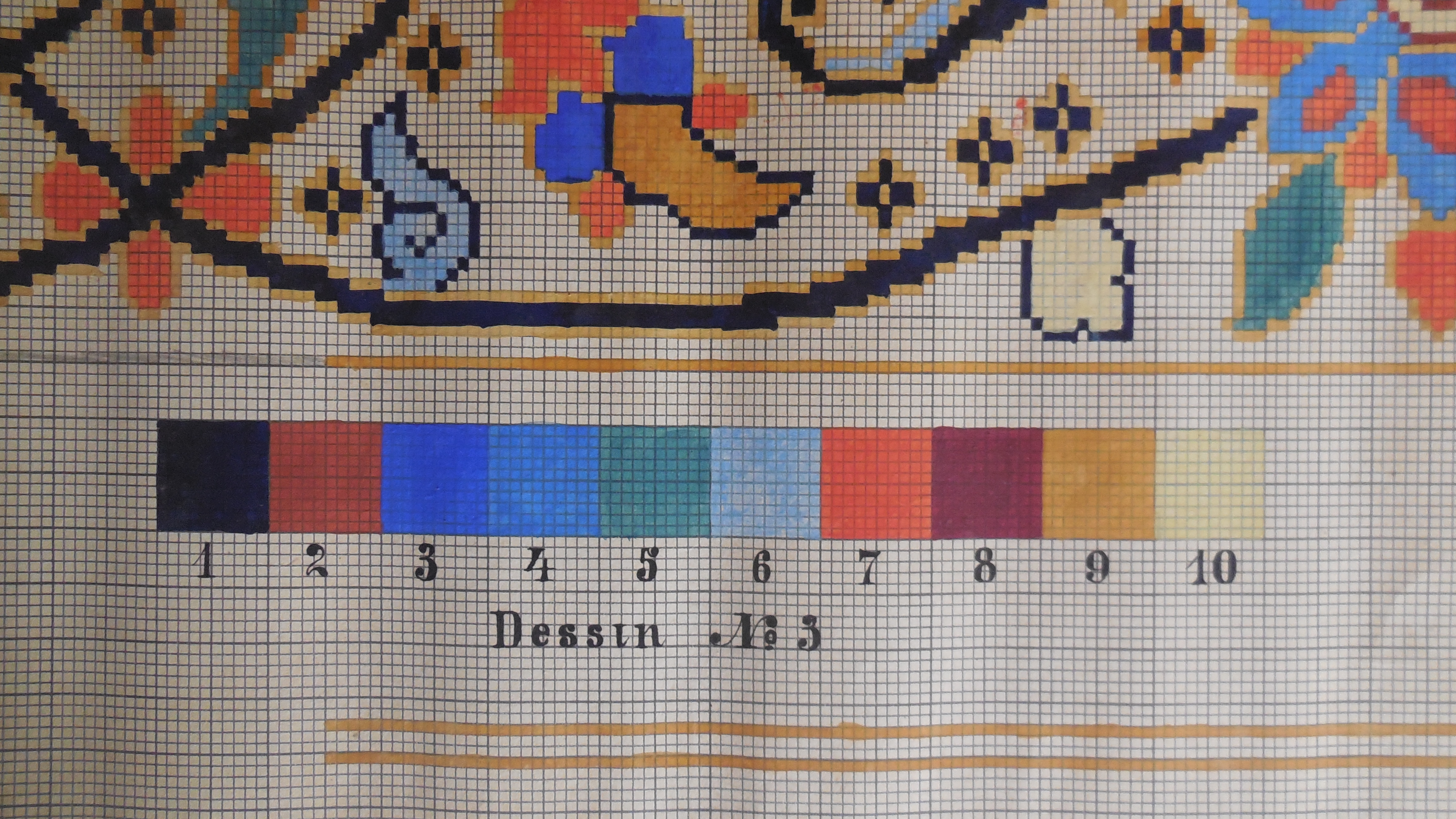
1933, carton de travail détaillé.
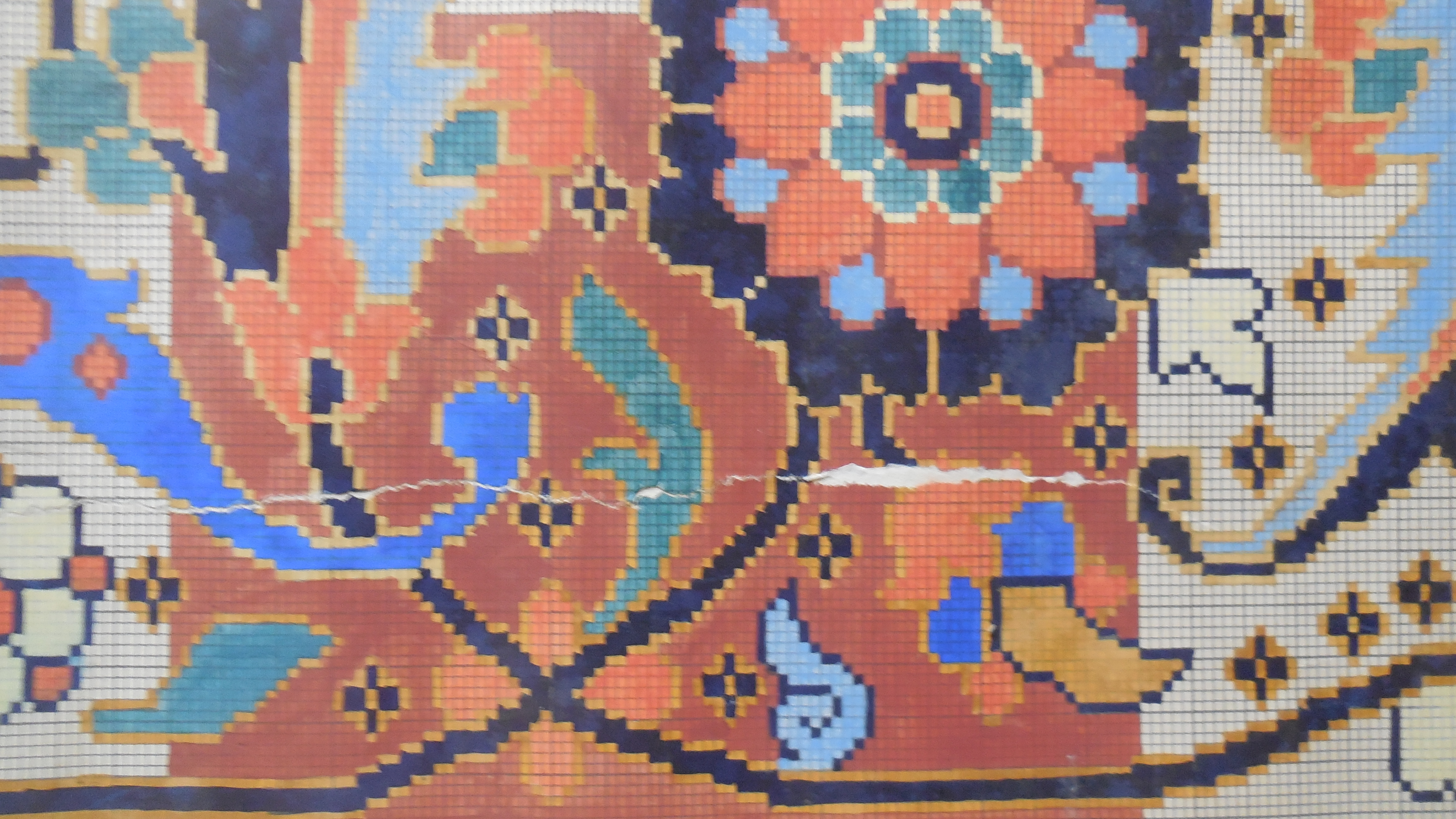
Extrait du carton complété.
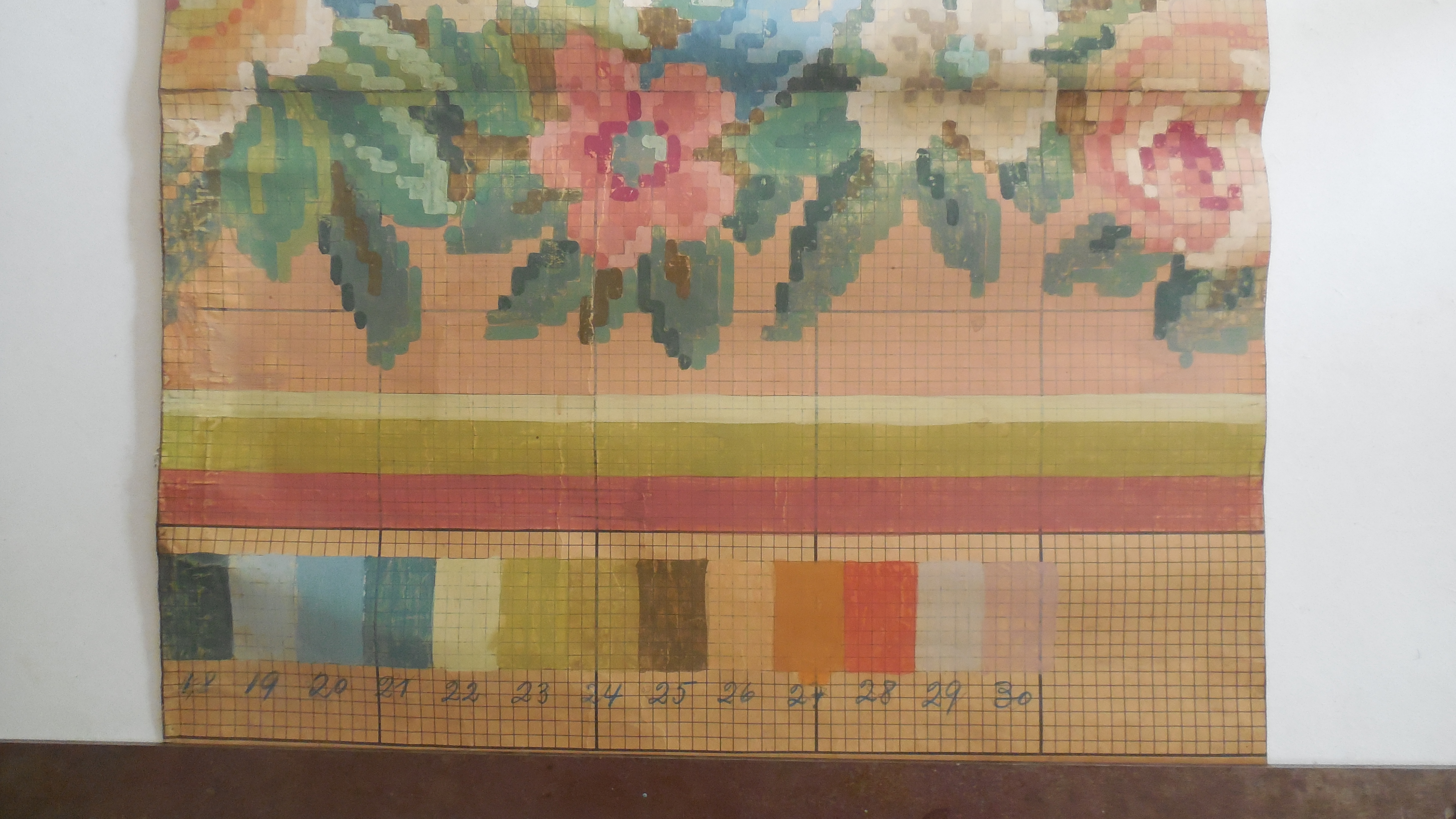
Projet de couleurs (remarquer le dégradé). Savonnerie.

### Compagnies maritimes, palaces, hôtels

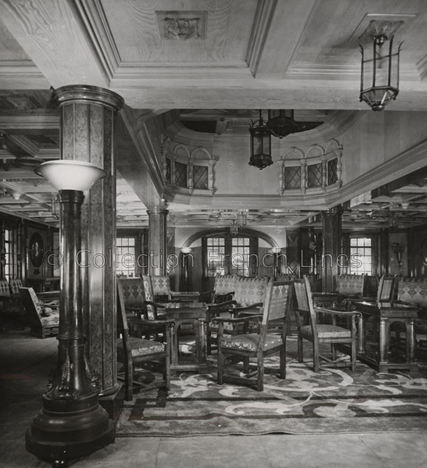
Mise en situation d'un des tapis réalisés pour le paquebot Georges Philippar.
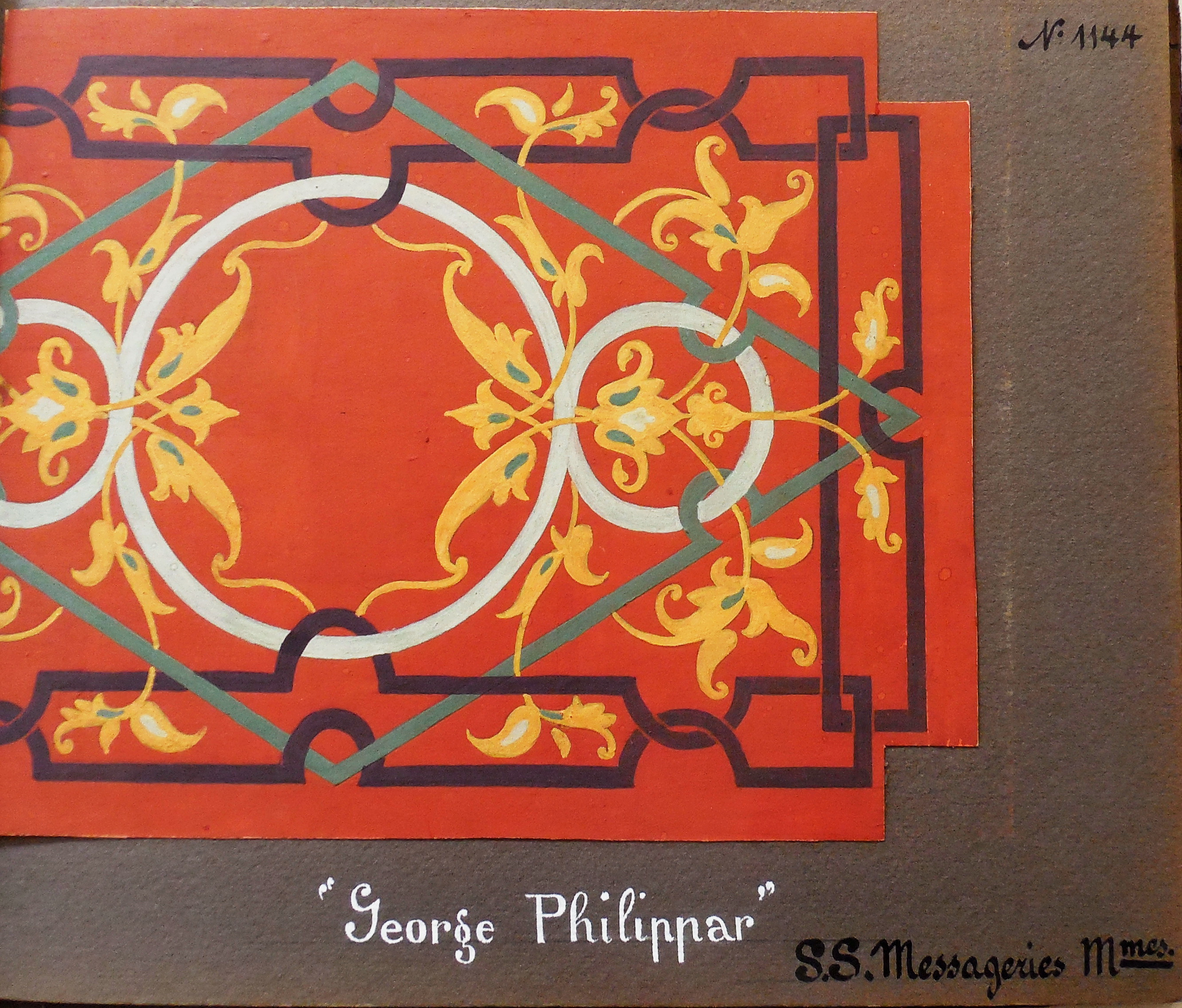
Gouache détail du tapis pour le paquebot Georges Philippar.
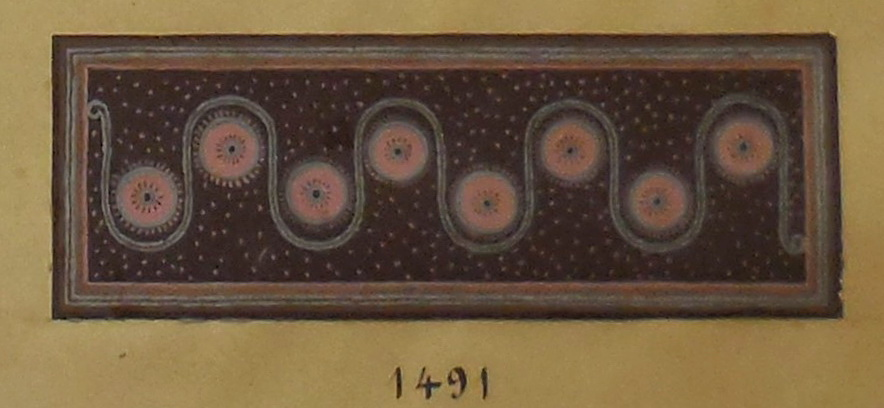
Croquis du tapis, décorateur Paul Follot, pour le Normandie.
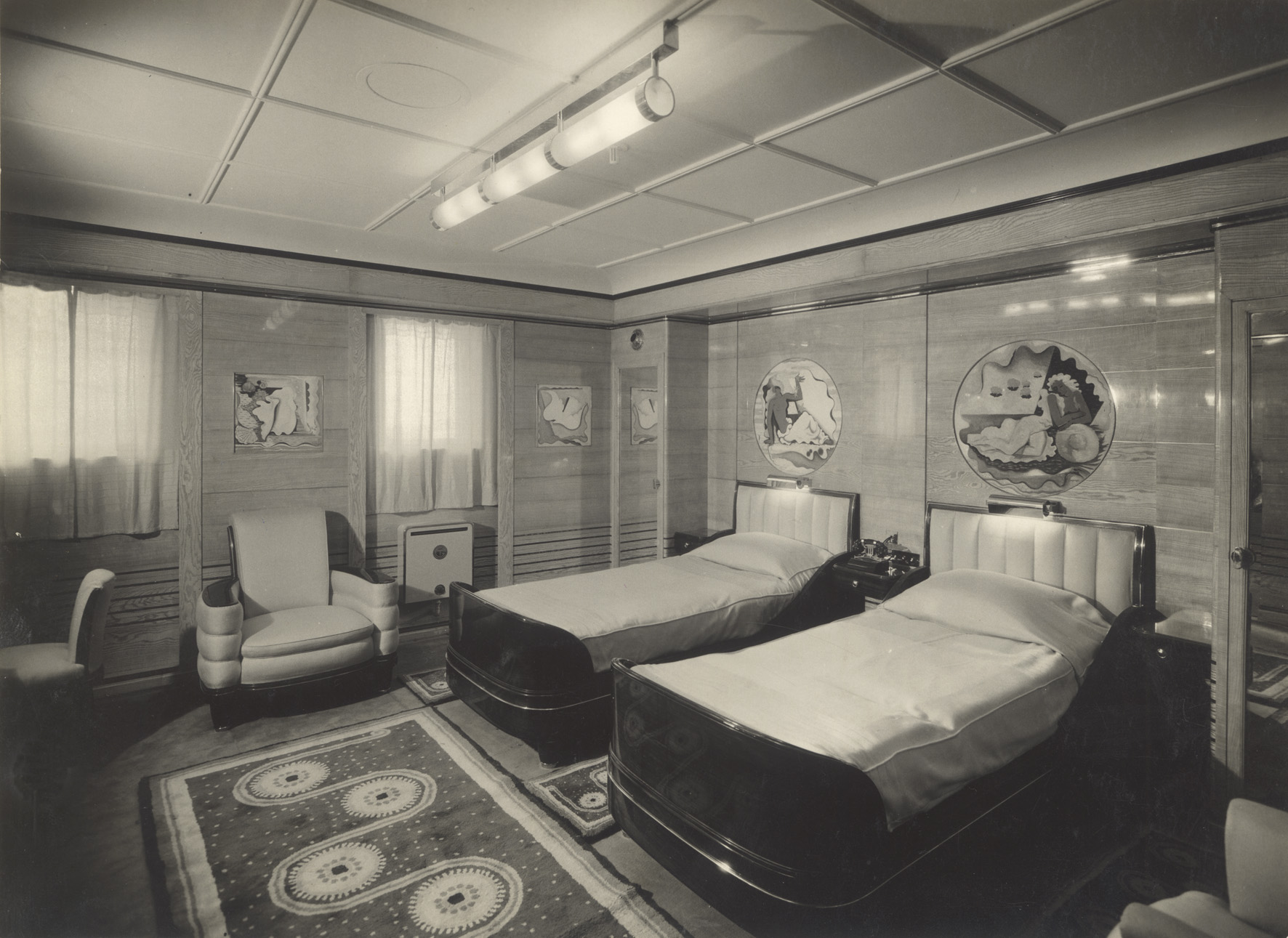
Une cabine du paquebot Normandie, tapis d'une création de Paul Follot.
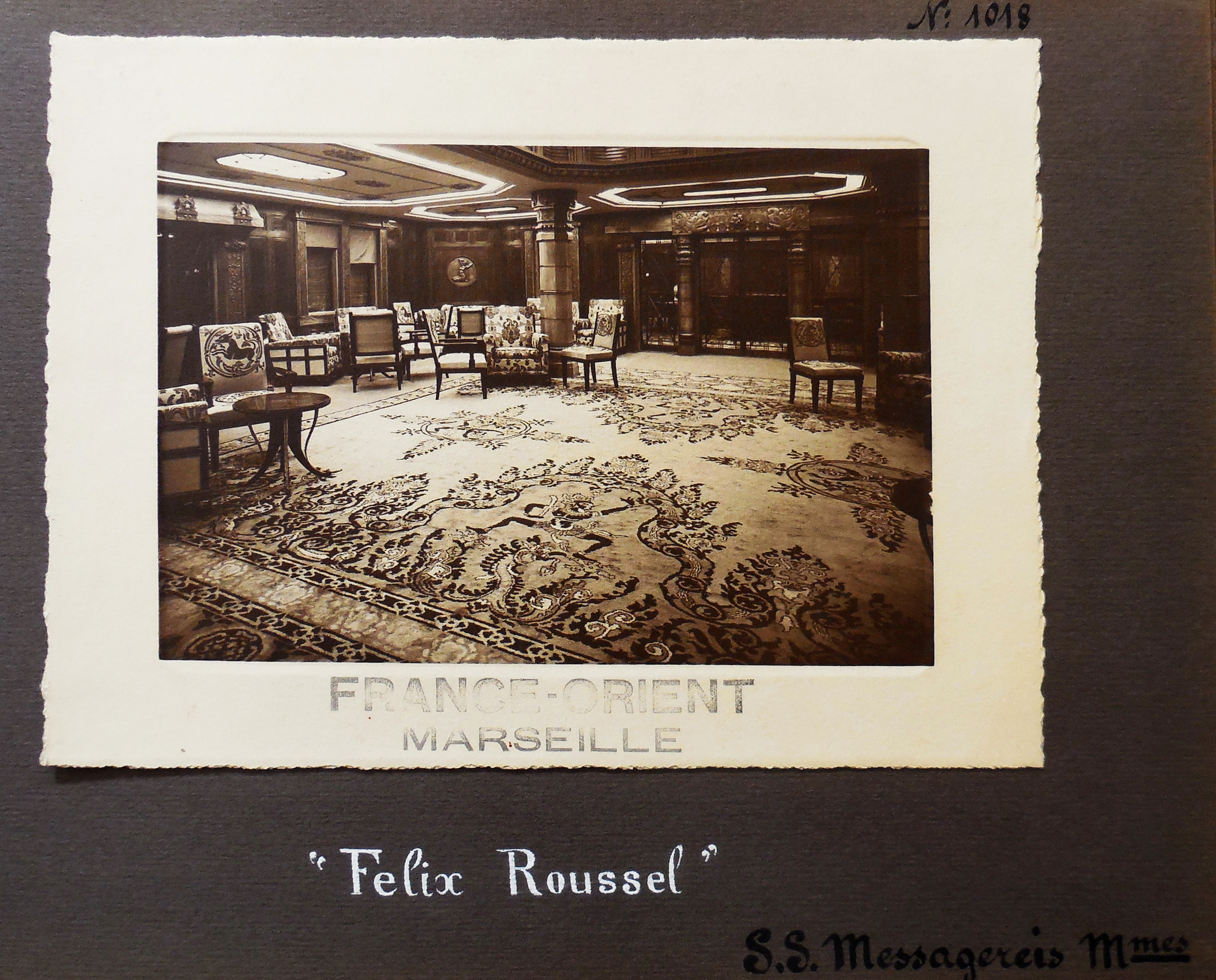
Tapis réalisé pour le salon de conversation du paquebot Félix Roussel en 1re classe.
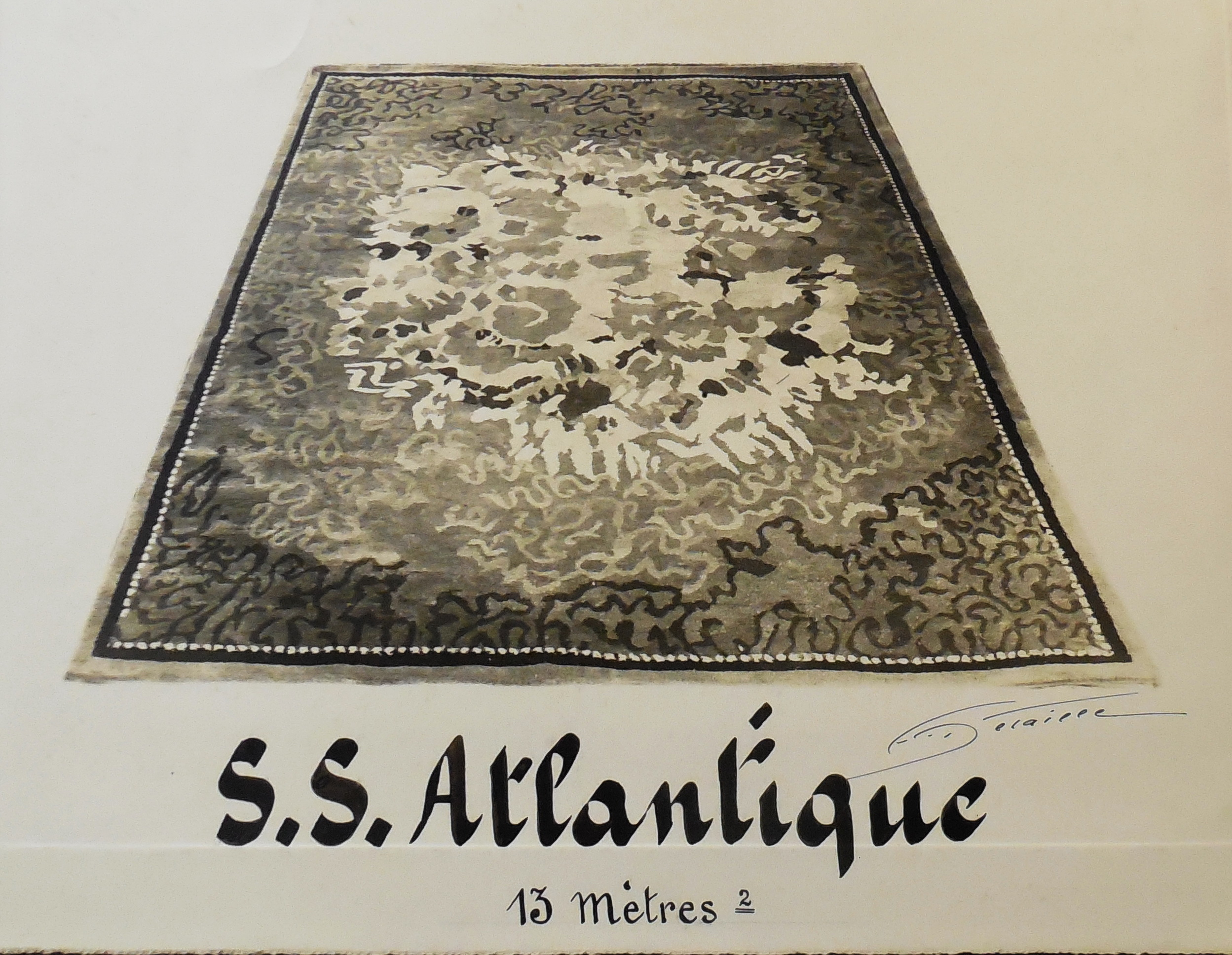
Un des nombreux tapis réalisés pour l'Atlantique.
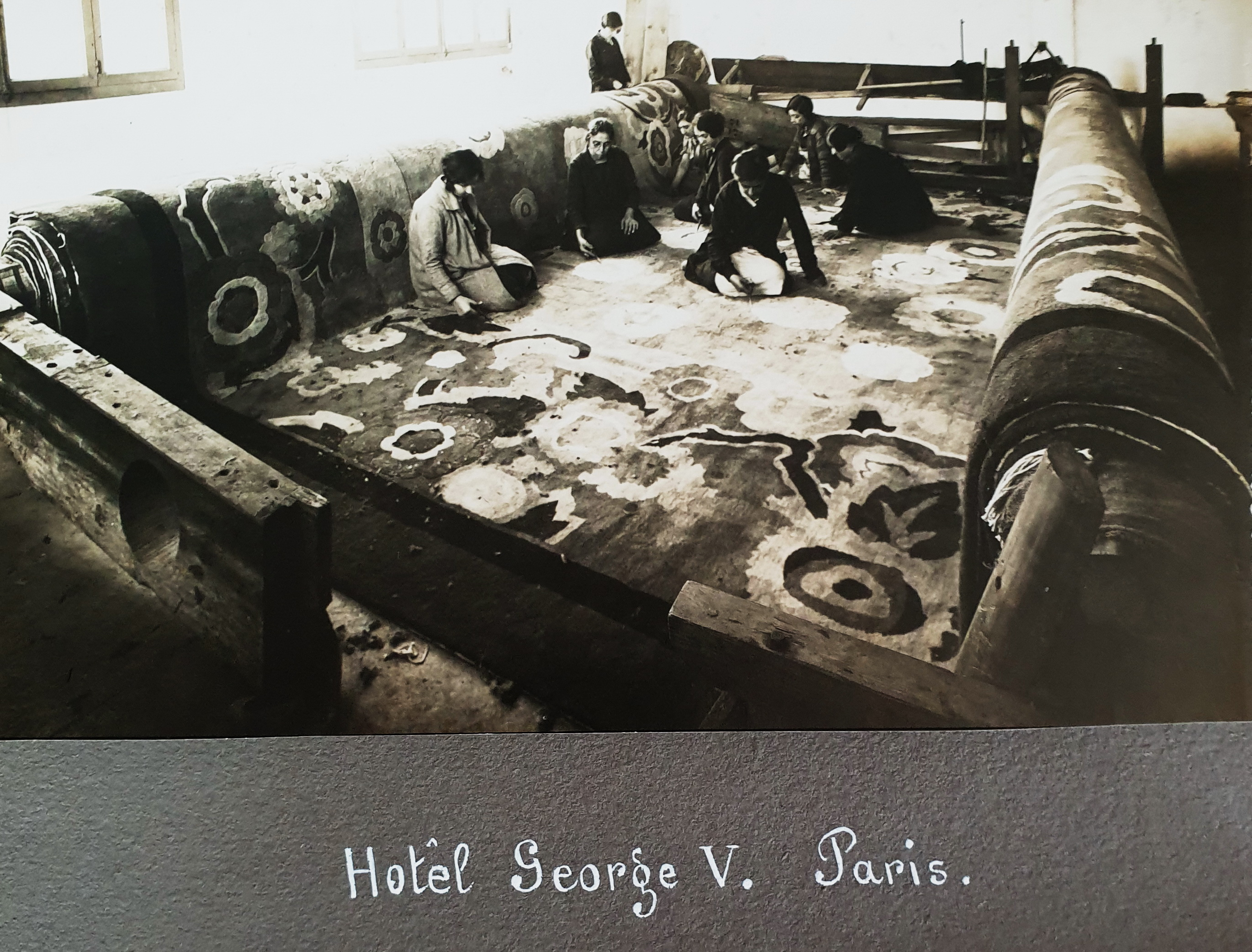
Arasage du tapis de bar du George V, 1934.
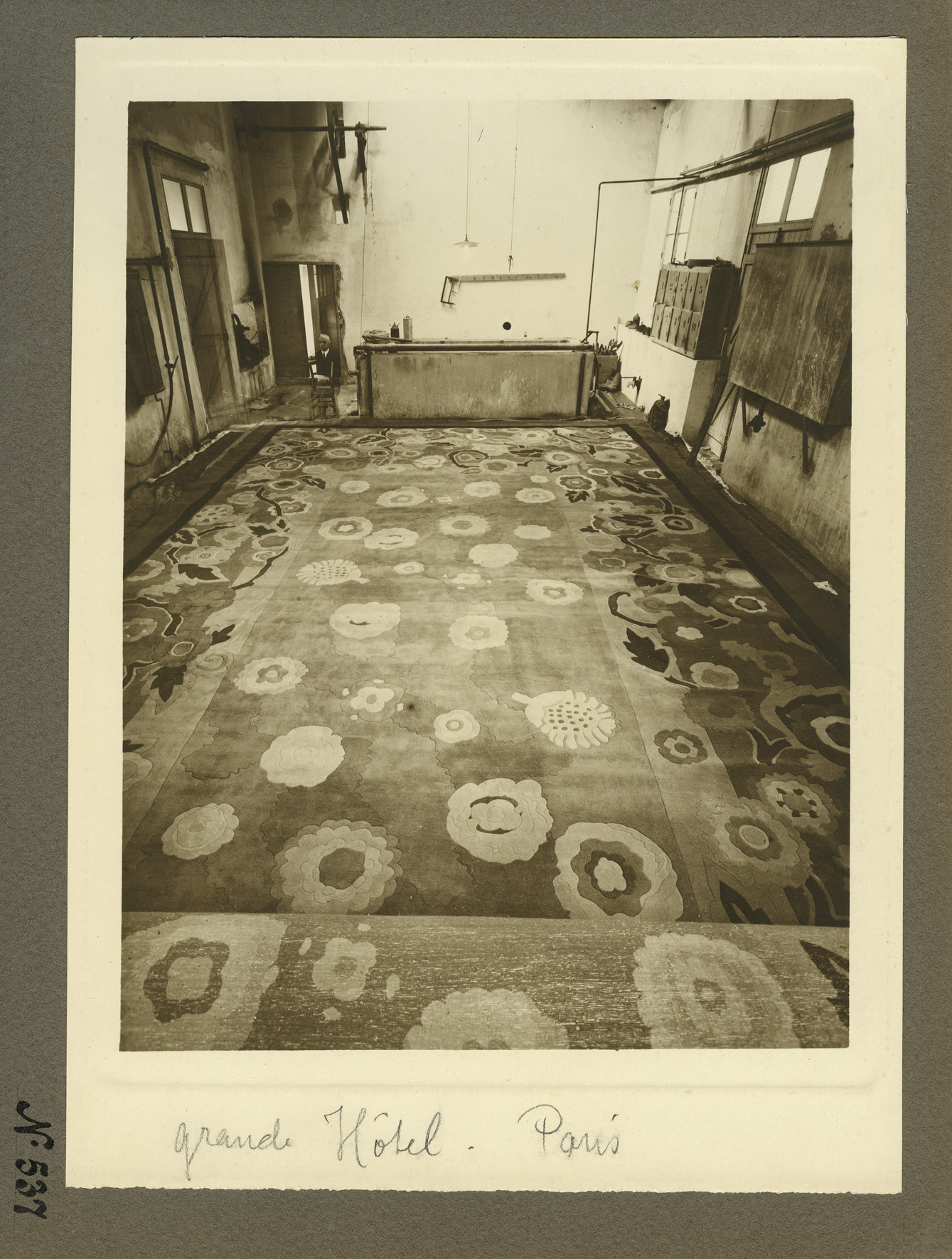
Tapis fleur du Grand Hôtel, Paris.

### Quelques tapis

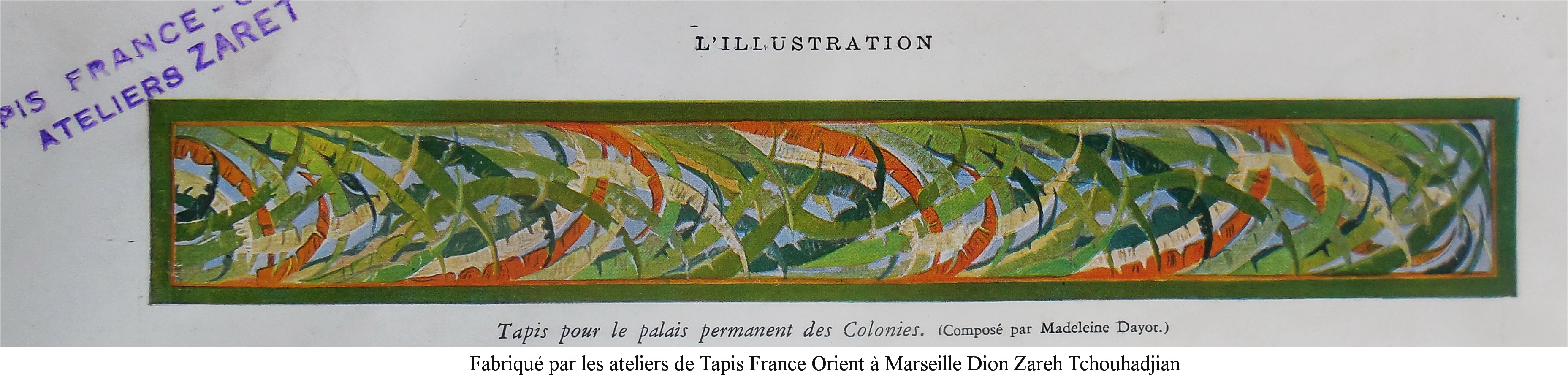
Tapis réalisé pour l'exposition coloniale de 1931. Création Madeleine Dayot. L'Illustration, 23 février 1931.
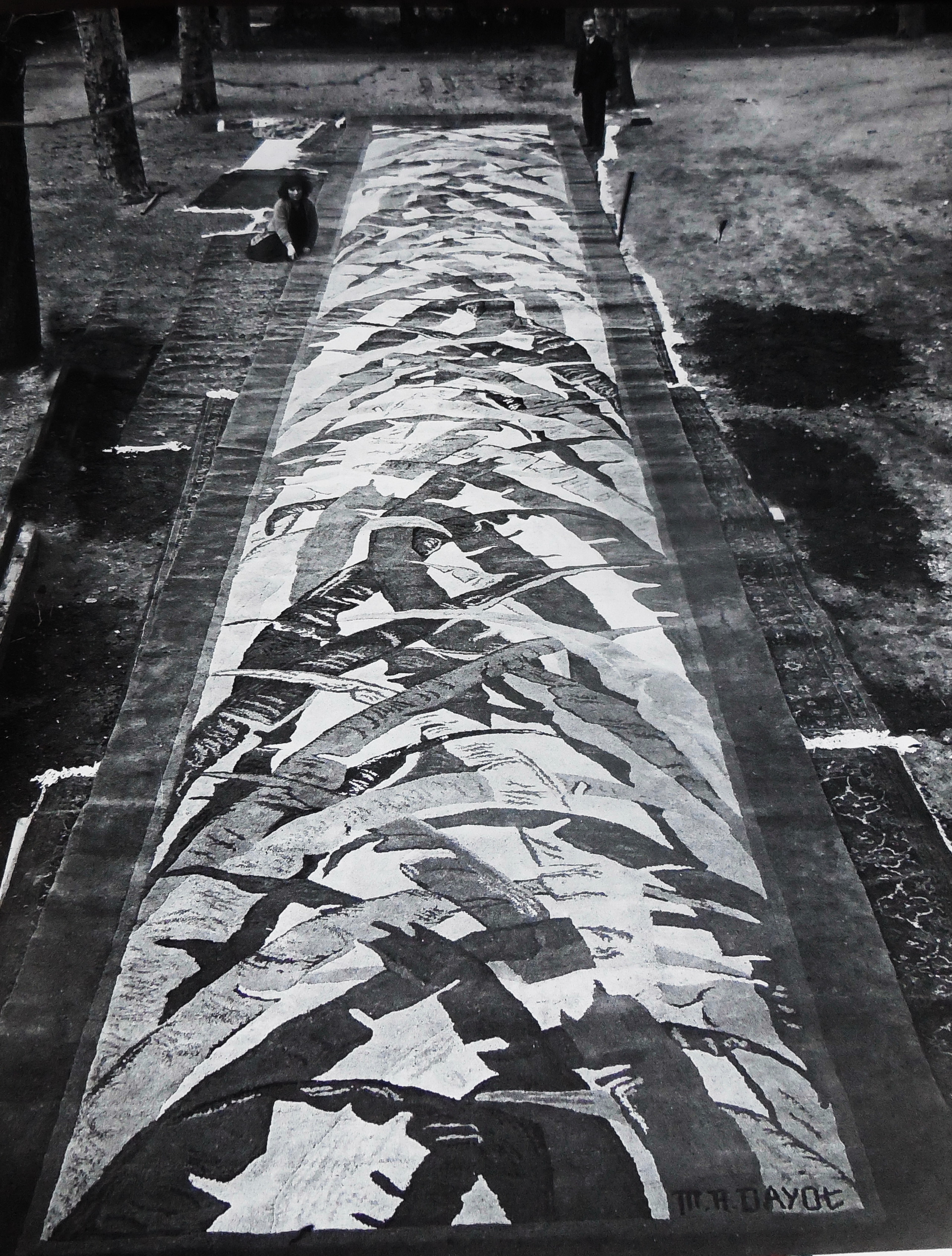
Tapis Exposition Coloniale de 1931, avec personnes donnant la taille du tapis.
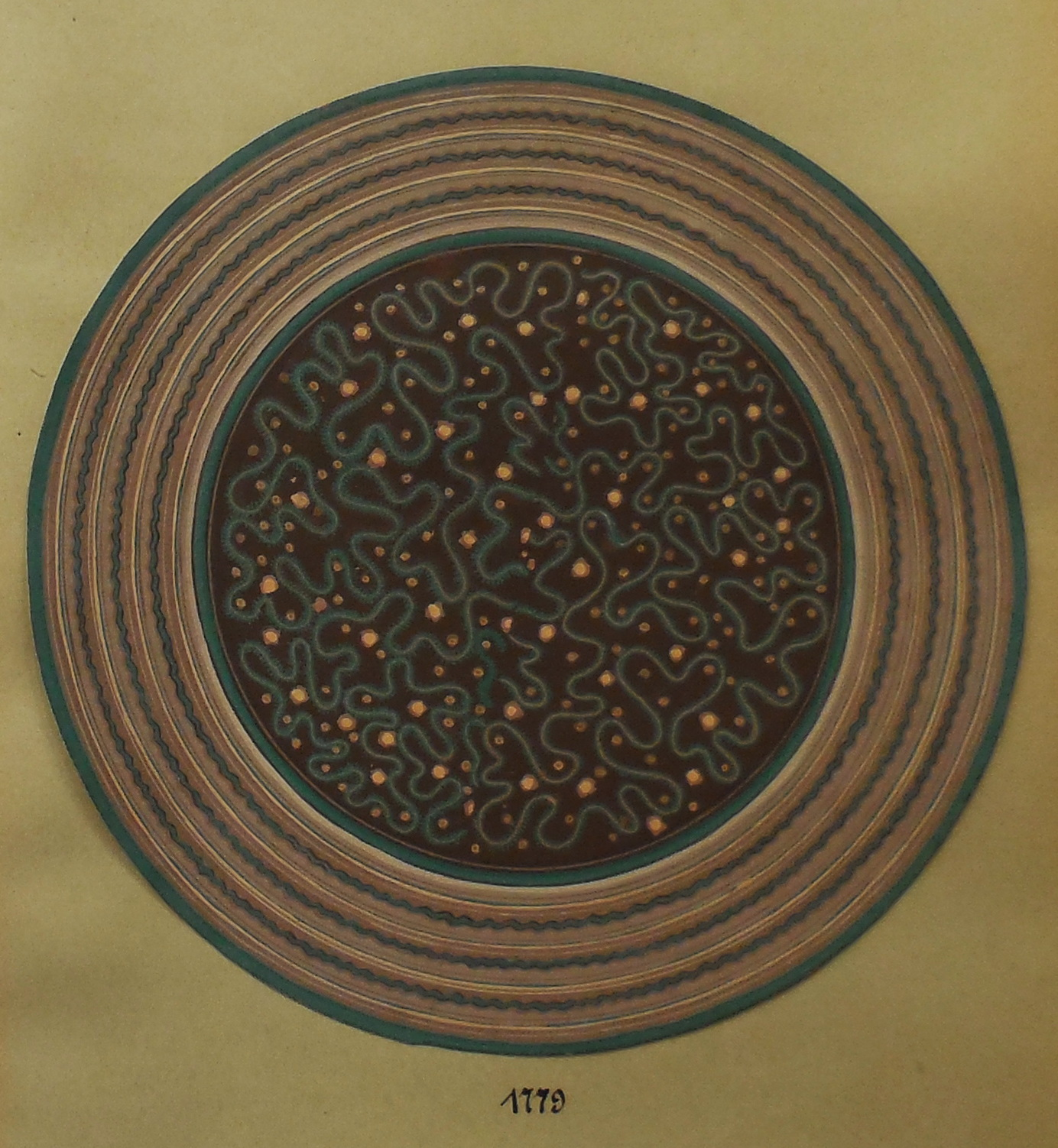
Dessin gouaché du tapis du bureau de la présidence du jury de l'Union corporative des artisans français (UCAF) de l'Exposition internationale de 1937. Création Follot.
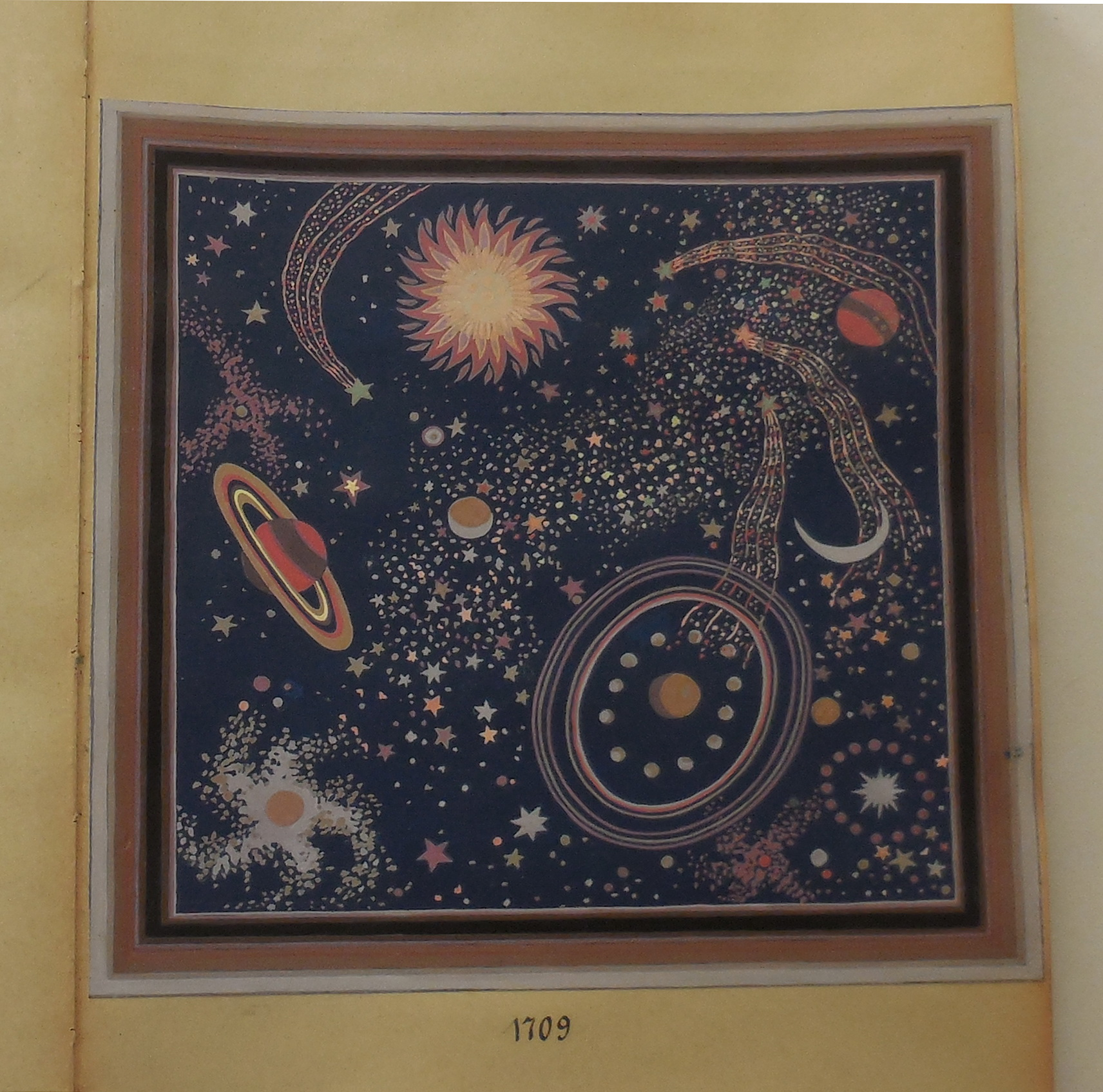
Croquis gouaché. Création-Planète-Follot.
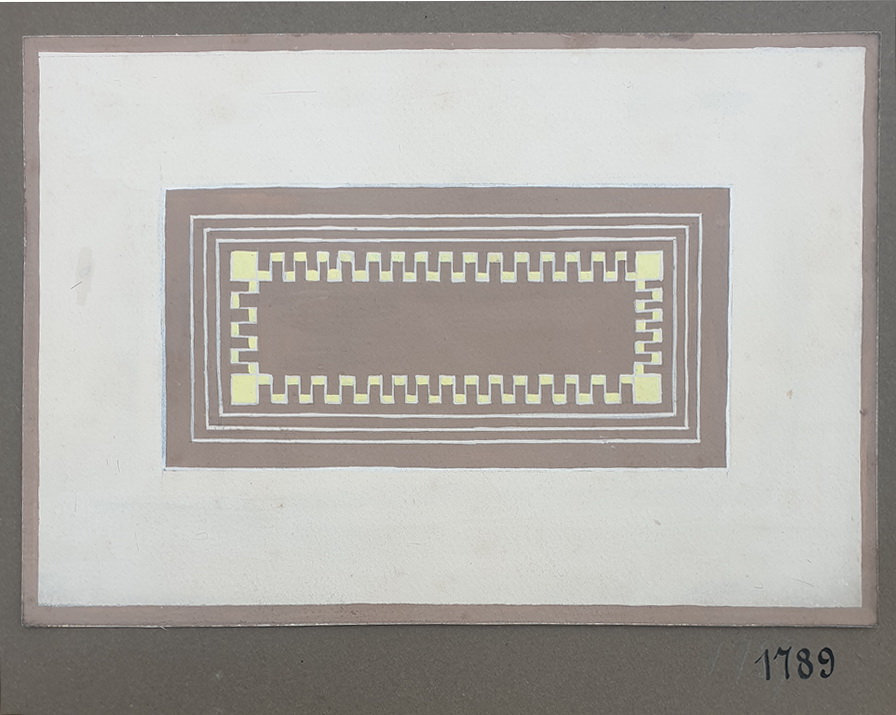
Gouaché tapis créateur sans doute Follot.
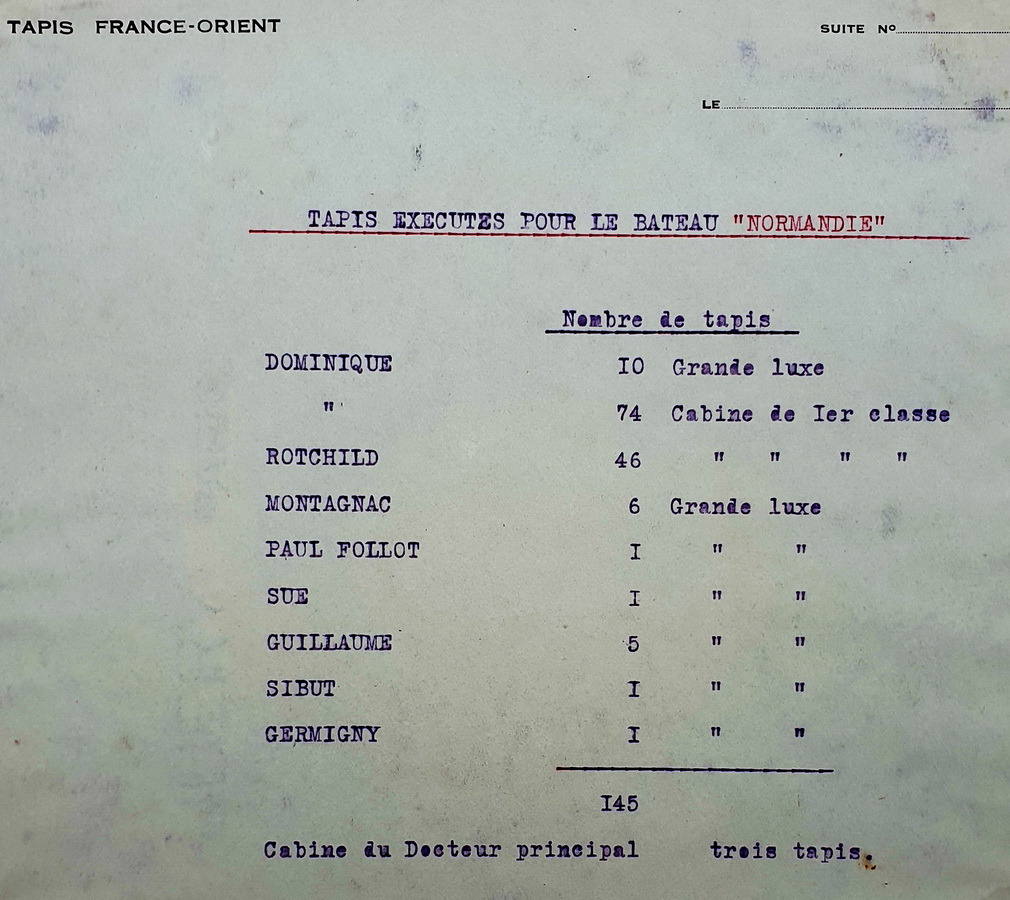
Liste des décorateurs et tapis du Normandie : Jean Maurice Rothschild, …
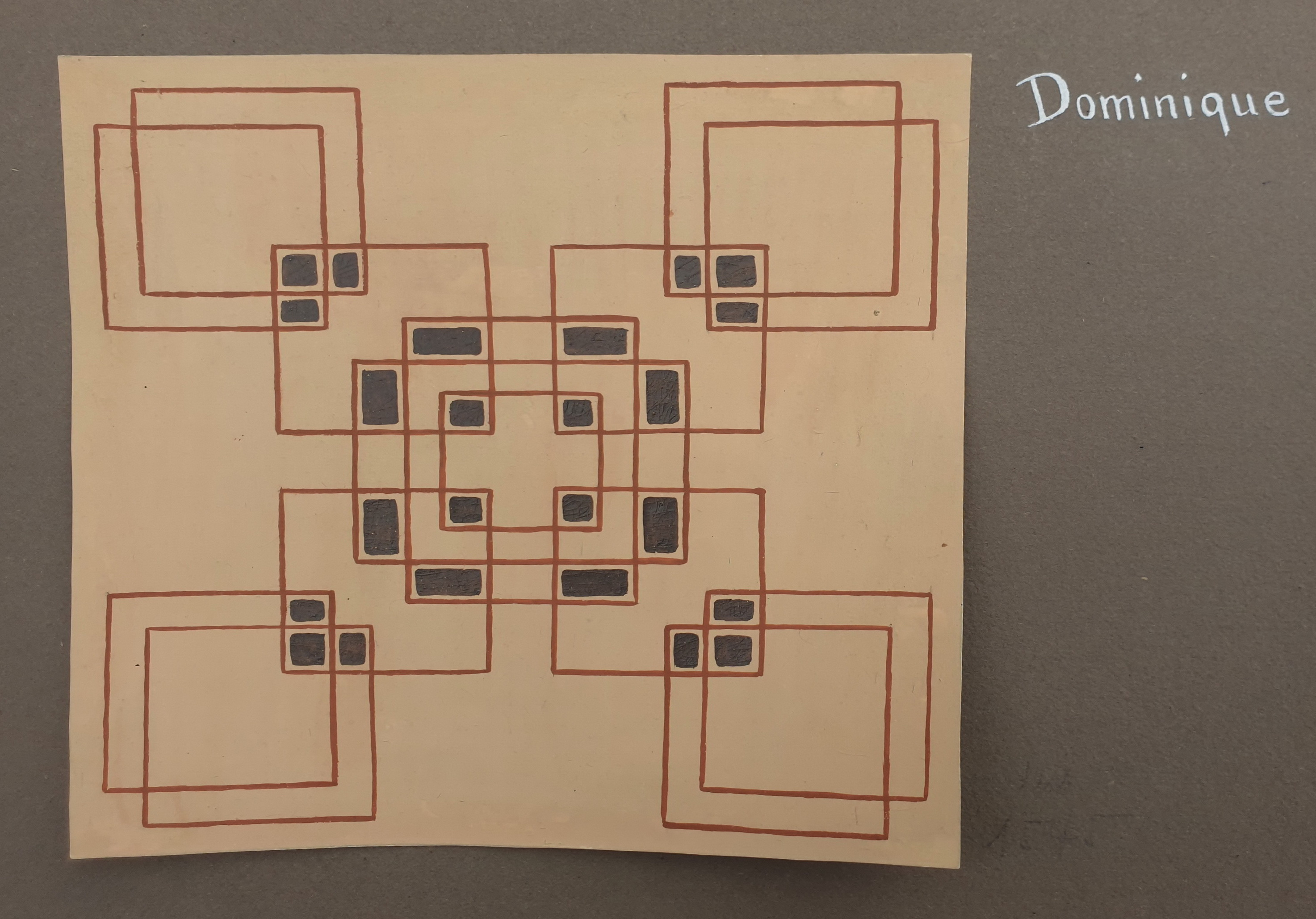
Gouaché tapis paquebot Normandie Décorateur Dominique.
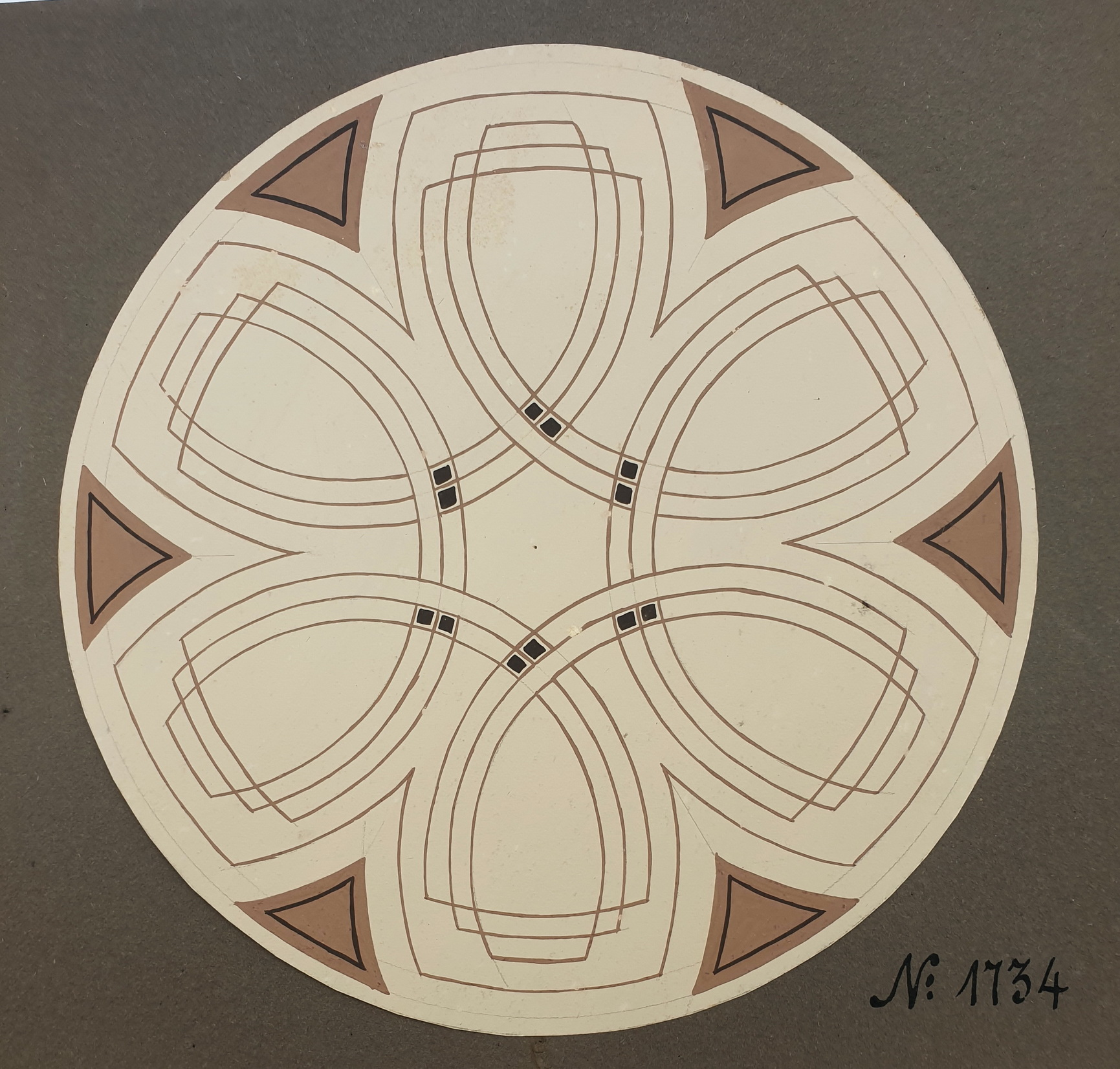
Gouaché tapis paquebot Normandie décorateur Dominique.
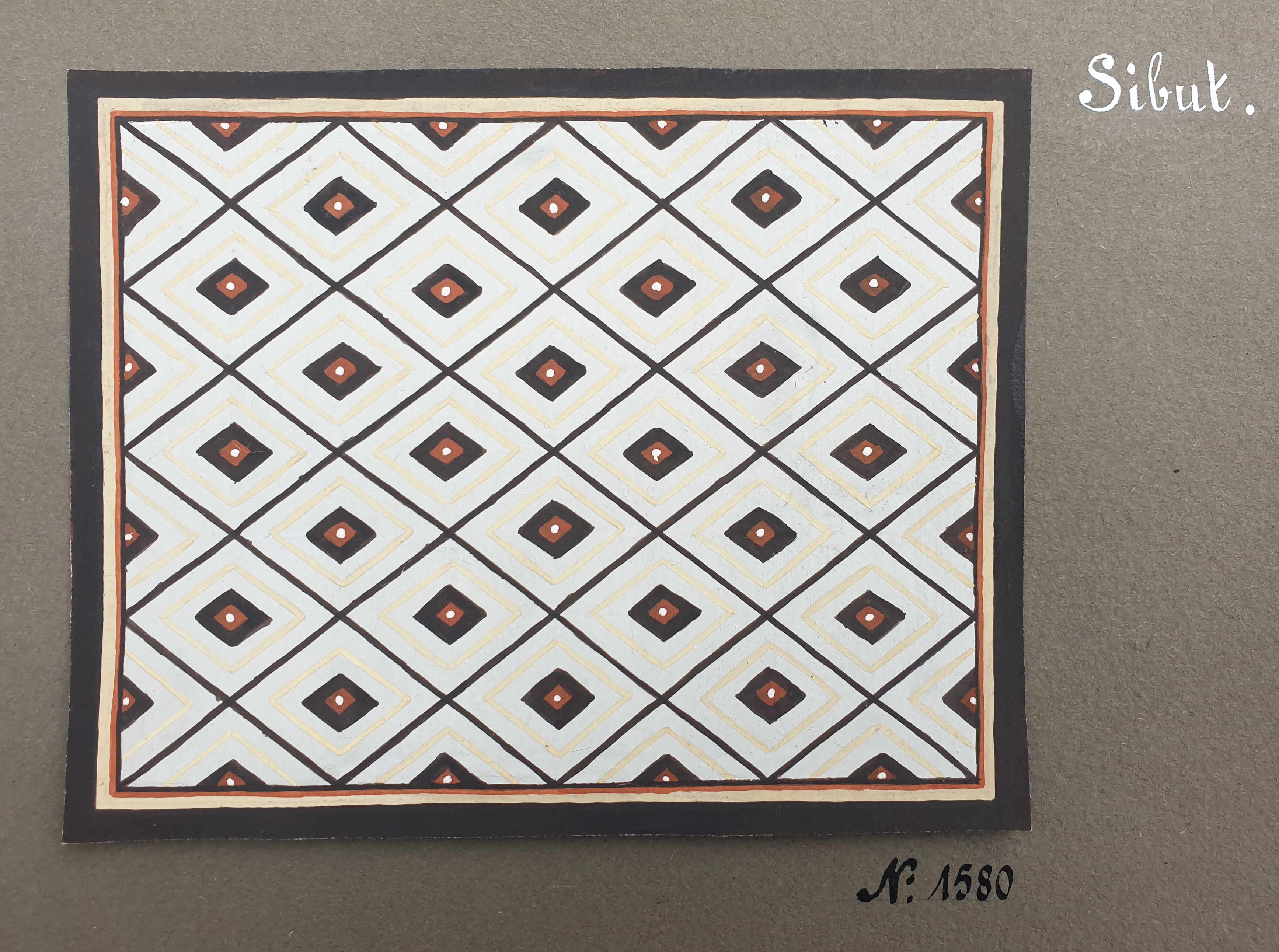
Gouaché tapis paquebot Normandie décorateur Sibut.
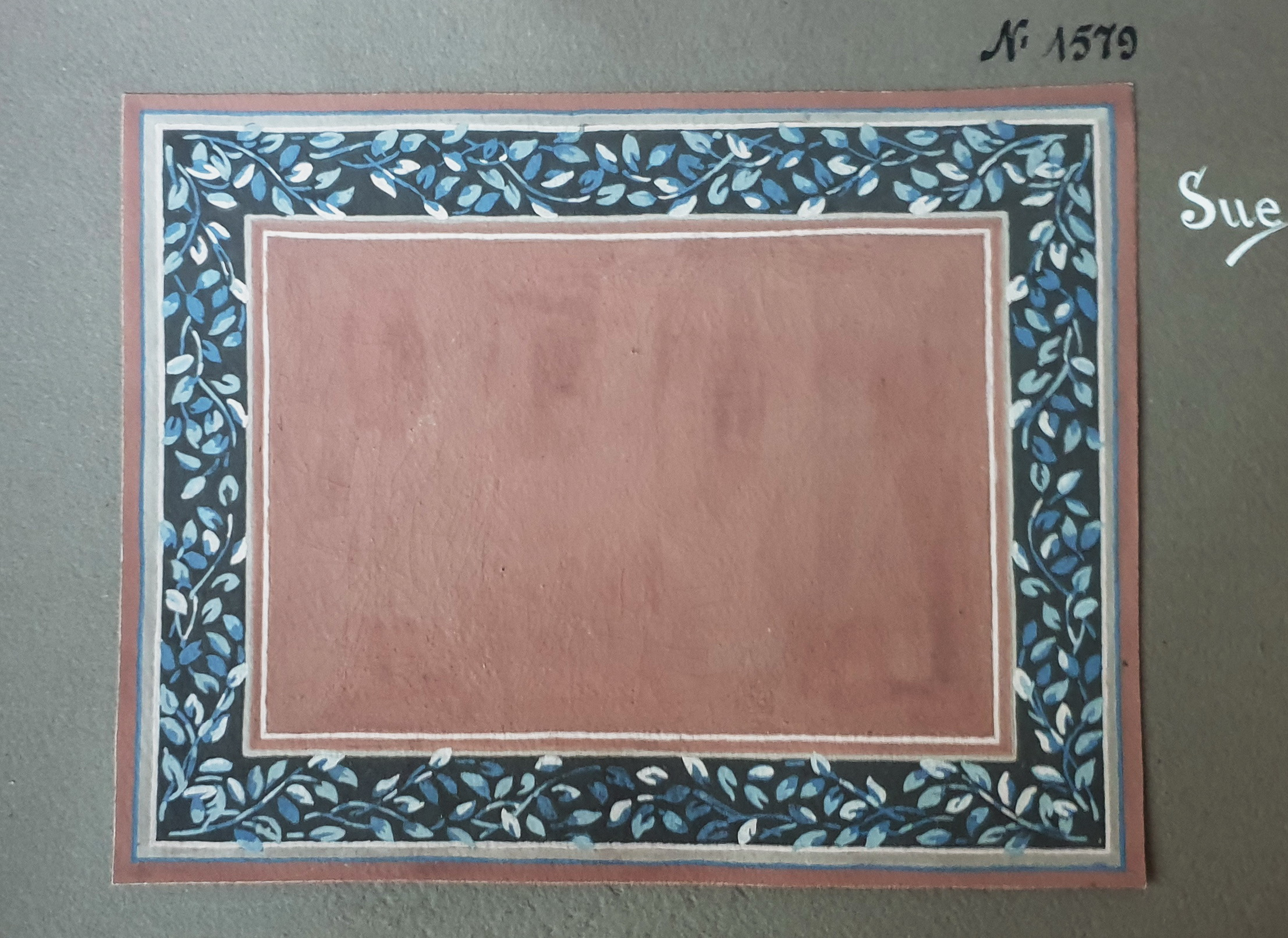
Gouaché tapis paquebot Normandie décorateur Louis Süe.